# Akenatón
Neferjeperura Amenhotep, Amenhotep IV o Amenofis IV fue el décimo faraón de la dinastía XVIII de Egipto; en su cuarto año de reinado, cambió su nombre a Neferjeperura Ajenatón, Ajenatón, Akhenatón o Akenatón (lit., «resplandor del sol»). Su reinado está datado en torno al 1353-1336 a. C. y pertenece al periodo denominado Imperio Nuevo.
Dentro de la historia del Antiguo Egipto, su reinado inicia el denominado Período de Amarna, debido al nombre árabe actual del lugar elegido para fundar la nueva capital: la ciudad de Ajetatón, esto es, «Horizonte de Atón». Es célebre por haber impulsado transformaciones radicales en la sociedad egipcia, al convertir al dios Atón en la única deidad del culto oficial del Estado, en perjuicio del, hasta el momento, predominante culto a Amón. El nuevo culto se centraba en la superioridad de Atón por encima de los demás dioses egipcios, es decir, una religión con una base monoteísta, dejando al resto del panteón egipcio fuera de todo culto. El propio faraón sería el intermediario  del dios. Este cambio tuvo grandes consecuencias. Hubo fuertes discrepancias entre la sociedad, ya que se había eliminado de cuajo el culto a los antiguos dioses, muy arraigado entre la población que hasta ese momento era politeísta. Es el primer reformador religioso del que se tiene registro histórico. Su reinado no solo implicó cambios en el ámbito religioso, sino también reformas políticas y artísticas.
Aunque tardíamente descubierto y todavía poco conocido, está considerado por muchos historiadores, arqueólogos y escritores como uno de los faraones más interesantes.

## El nombre del faraón
Akenatón llegó al trono con el mismo nombre de nacimiento que su padre: Imn htp, transcrito Amen-Hotep, que en el antiguo idioma egipcio (copto) significa «Amón está satisfecho» o «hágase la voluntad de Amón» (el nombre completo es Nefer-Jeperu-Ra Amen-Hotep, esto es, Hermosas son las manifestaciones de Ra, Amón está satisfecho). Como consecuencia de su reforma religiosa, tras cuatro o cinco años de reinado, cambió el nombre de Amenhotep por el de Ajenatón (3ḫt itn), esto es, «útil a Atón» o «agradable a Atón».
El sacerdote e historiador egipcio Manetón le denominó Horus y, posteriormente, otros historiadores también le asignaron el nombre de Amenhotep IV o Amenofis IV. También es conocido como Akhenatón, Ecnatón e Ijnatón. La transcripción de los jeroglíficos de su primer nombre de Trono y de nacimiento es Nefer-Jeperu-Ra Amen-Hotep.

## Familia

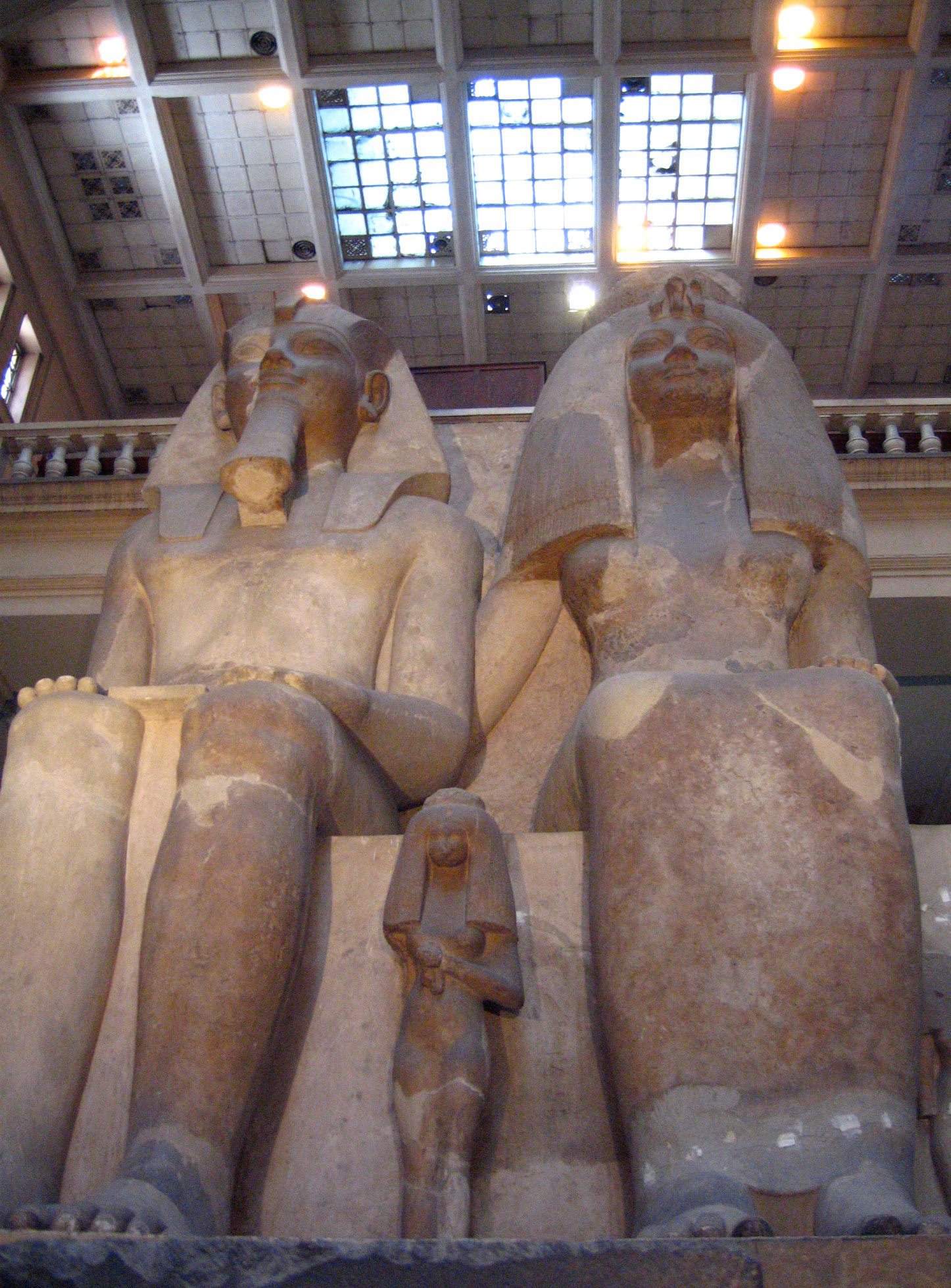
Amenhotep III y Tiy con la princesa Henuttaneb.

### Progenitores
Akenatón fue hijo de Amenhotep III y de la reina Tiy, la Gran Esposa Real. De la familia de ésta se tuvo conocimiento cuando se descubrió casi intacta la tumba de sus padres, los nobles Yuya y Tuyu, originarios de la ciudad de Ajmin. Tras la muerte del faraón Amenhotep III, la reina viuda Tiy fue testigo del ascenso al trono de su hijo Ajenatón y de sus consecuencias: el proceso de sustitución del antiguo orden establecido en torno al culto de Amón y la posterior fundación de la nueva capital del reino, la ciudad de Ajetatón. Los historiadores opinan que Ajenatón construyó en dicha ciudad un palacio para residencia de su madre, donde pasaría sus últimos días hasta llegar a su muerte. Fue sepultada también allí, en la tumba TA28, pero al despoblarse la ciudad —al inicio del reinado de su nieto Tutankamón—, se ordenó el traslado de sus restos a la necrópolis de Tebas, donde fueron hallados posteriormente en la tumba KV55 del Valle de los Reyes junto a los de su hijo.

### Hermanos
Akenatón tuvo un hermano mayor, cinco hermanas (Sitamón, Henuttaneb, Isis, Nebetta y Baketatón) y varios medios hermanos, hijos de las esposas secundarias del rey. Su hermano Tutmose, que era el príncipe primogénito o Príncipe de la Corona, ejercía, según parecen indicar los hallazgos arqueológicos relacionados con él, diversos cargos oficiales, como por ejemplo la función de sumo sacerdote de Ptah, en Menfis, un puesto normalmente asignado al sucesor real. Tutmose falleció antes de heredar el trono. No se encuentran rastros ni imágenes de él durante el festival Heb Sed de su padre celebrado en el año 30 de reinado; razón por la cual muchos historiadores afirman que su deceso ocurrió cercano a esa fecha del reinado de Amenhotep III.

### Matrimonios

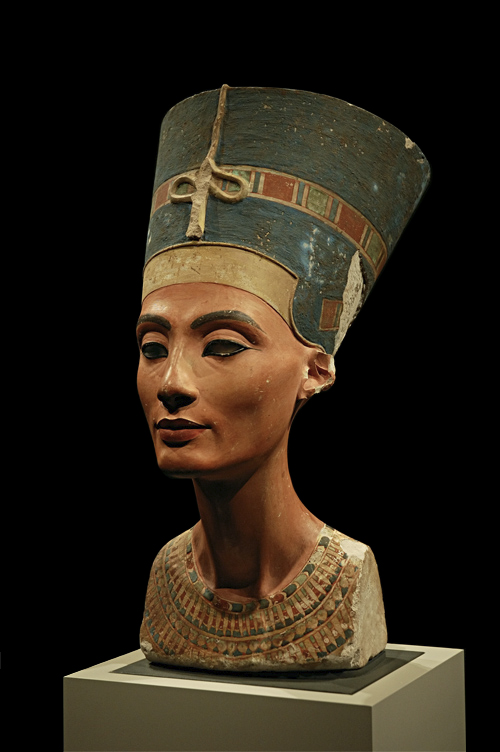
Nefertiti. Neues Museum, Berlín.

El cargo de Gran Esposa Real (Ta hemet nesu) fue ejercido por Nefertiti, a quien históricamente se le ha adjudicado una gran belleza física y unas grandes dotes como gobernante. Con ella, la figura de la Gran Esposa Real alcanzó cotas nunca vistas, como lo demuestra el hecho de que haya registros con los nombres de Ajenatón y Nefertiti en cartuchos reales, algo inusual en otros reinados. Una teoría sostiene que llegó a ser corregente junto a su marido, con el nombre de Neferneferuatón. Nefertiti era hija de Ay y de su primera esposa, que se estima que falleció prematuramente cuando la niña aún era pequeña. Ay era un noble muy arraigado en la corte, y muy influyente en los años finales de la dinastía. Con posterioridad, Ay volvió a desposarse nuevamente y tuvo otra hija: Mutnedymet. Esta media hermana de Nefertiti llegó a ser consorte del faraón Horemheb (que no pertenecía al linaje de la Dinastía XVIII), quien la desposó para legitimar su ascenso al trono, aunque de manera poco ortodoxa, ya que lo habitual hubiera sido su matrimonio con una princesa de la familia del rey Ajenatón y no de Nefertiti.
Nefertiti acompañó al faraón en todas las obras que emprendió. Se la puede ver no solo en las inscripciones conmemorativas religiosas en torno al nuevo dios Atón, sino también en otras ceremonias, como recepciones de embajadores extranjeros y funerales; incluso, aparece su imagen grabada en las estelas fundacionales de la nueva capital: Ajetatón. Como no pudo aportar herederos varones, sus hijas tuvieron que desposarse con los pretendientes masculinos al trono, para darles legitimidad, tanto si eran de sangre real (como era muy probablemente Tutankamón) o meros cortesanos (Ay). El deceso de Nefertiti ocurrió, probablemente, antes que el de su esposo, lo que implicó que Ajenatón eligiese a una de sus hijas para ocupar el puesto de Gran Esposa Real a efectos de poder oficiar los rituales que demandaba la presencia femenina real.
También destacó la figura de Kiya, mencionada como «La amada esposa», esposa secundaria de Ajenatón. Se pensaba que Kiya, probablemente, cobrase relevancia por haber podido dotar de un hijo varón al rey, el príncipe Tut-anj-Atón, el futuro Tut-anj-Amón, pero análisis de ADN demostraron que el muchacho era hijo del rey y una de sus hermanas.
Como era costumbre en los reyes de la dinastía XVIII, Ajenatón heredó de su padre Amenhotep III el «harén real» (Casa Jeneret), que incluía a la princesa mitannia Taduhepa, fruto de un tratado diplomático que la había enviado para fortalecer aún más las relaciones entre Egipto y Mitanni durante el reinado de su padre Amenhotep III, con el fin de poder mantener el statu quo internacional.

### Descendencia

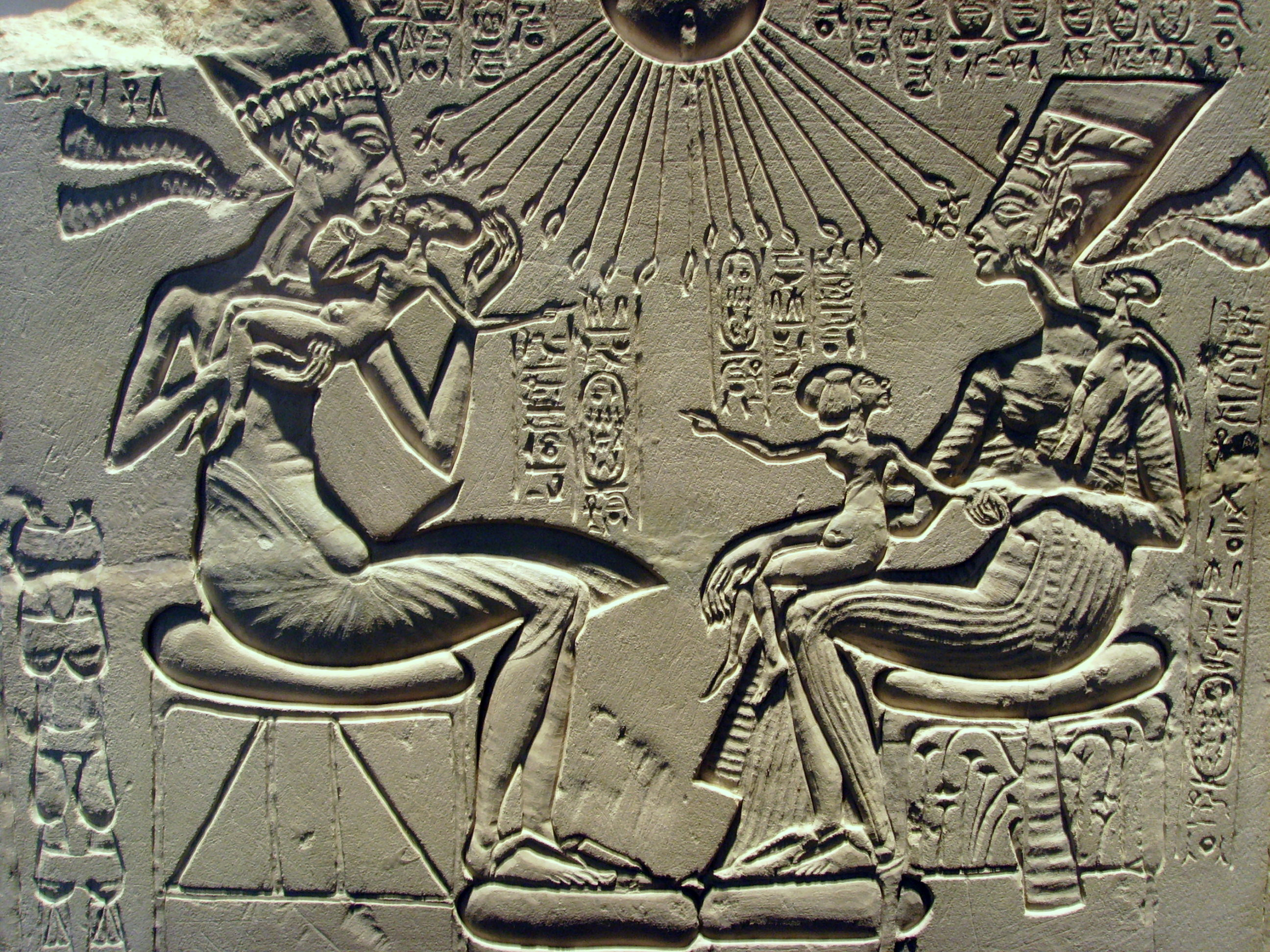
Ankenatón, Nefertiti y sus hijas.

- Hijas nacidas de Nefertiti (los años de nacimiento se cuentan a partir del comienzo del reinado de Akenatón):
  - Meritatón: durante el año 1 o 2. Fue gran esposa real de Ajenatón y de Semenejkara.
  - Meketatón: durante el año 2 o 3. Murió en el año 14.
  - Anjesenpaatón: durante el año 4 o 5. Fue gran esposa real de Ajenatón, de Tutankamón y, por último, de su abuelo Ay.
  - Neferneferuatón-Tasherit: durante el año 7 u 8. Murió entre el año 14 y el 17.
  - Neferneferura: entre el año 8 y 10. Murió entre el 12 y el 17.
  - Setepenra: entre el año 10 y 12. Murió entre el año 12 y el 17.

- Hijas nacidas de Meritatón:
  - Meritatón-Tasherit: entre el año 14 y 17. Murió en esas fechas.

- Hijas nacidas de Anjesenpaatón:
  - Anjesenpaatón-Tasherit: entre el año 14 y 17. Murió en esas fechas.

- Hijos nacidos de Kiya:
  - Kiya-Tasherit

- Hijos nacidos de una hermana no identificada:[21]
  - Tut-anj-Amón (Tutankamón): posterior faraón de Egipto.

## Genética
El análisis paleogenético de su momia arrojó que su linaje paterno (ADN-Y) es el caucasoide-europeoide R1b-M343 y su linaje materno (ADNmit) el también caucasoide-europeoide K (Clan de Katrina).

## Reinado

### Contexto histórico
La Dinastía XVIII vivió un periodo histórico de excepcional importancia en Egipto. Liberado del yugo de los gobernantes hicsos, la tierra de los faraónes se convirtió en una potencia militar al dominar los territorios aledaños: por el sur, a la vecina Nubia, abundante en minas de oro y puerta de acceso fluvial al África negra, con sus riquezas en forma de marfil, pieles y maderas; y, por el norte, a Siria y Canaán, con Gaza y Fenicia, donde Egipto se podía aprovisionar de telas, maderas y diversos minerales.
Como consecuencia, Kemet (Egipto) se convirtió en un país sumamente opulento y los faraones se volcaron en promover grandes construcciones y embellecer el país. Muchos estudiosos estiman que durante el reinado de Amenhotep III, padre de Ajenatón, Egipto alcanzó su mayor cota en términos económicos. Ajenatón heredó, pues, un estado en muy buena posición financiera y económica, que el faraón utilizó para sus fines políticos.

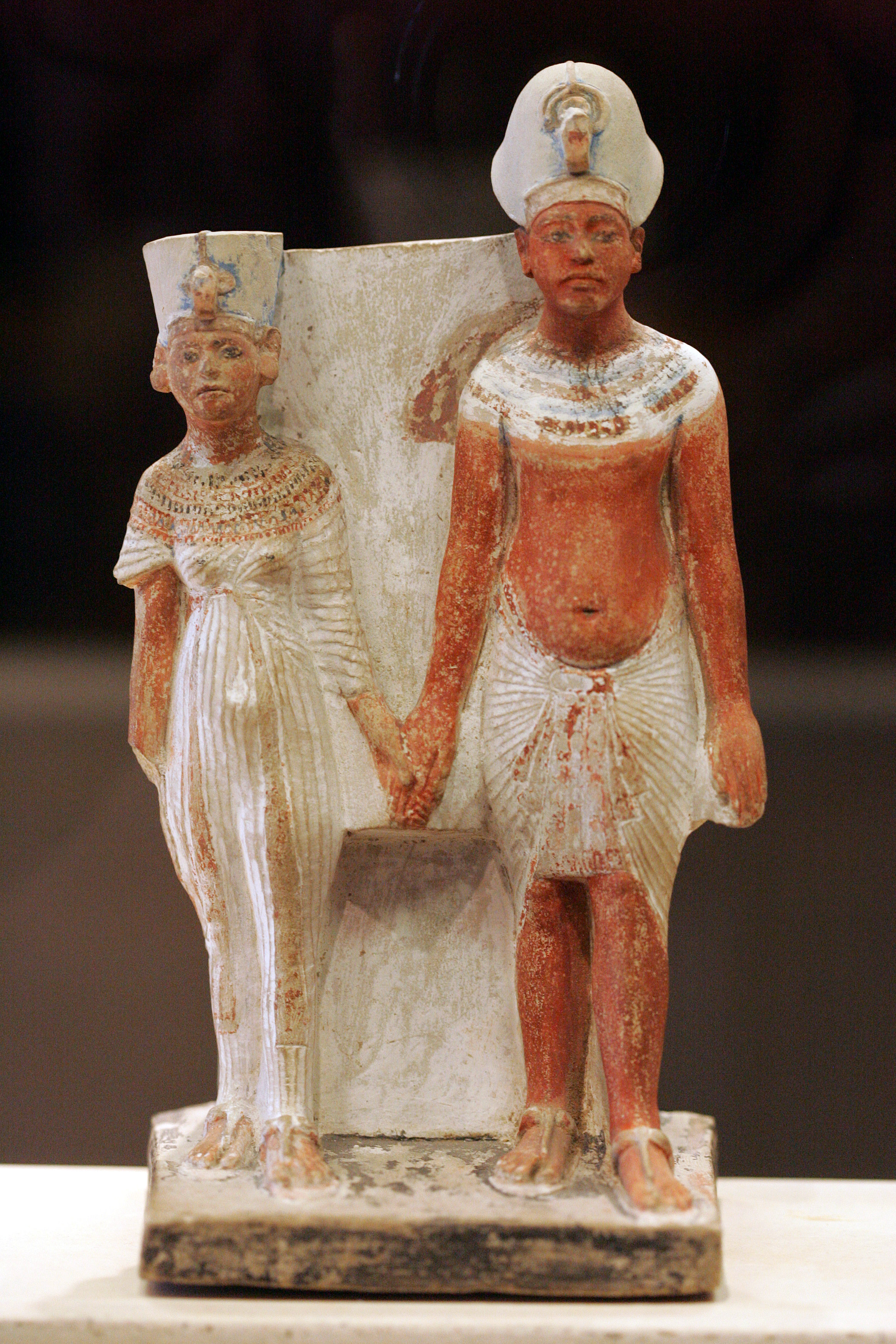
Estatuillas policromadas con las imágenes de Nefertiti y Ajenatón, hacia el noveno año de reinado. Museo del Louvre, E15593.

### Corregencia
Ajenatón no figura como sucesor en ningún documento ni monumento de la época, lo que apoya la teoría de la prematura muerte del príncipe heredero Tutmose; en este sentido, los egiptólogos afirman que el joven príncipe Amenhotep (Ajenatón) fue ascendido a corregente en los últimos años de reinado de su padre. Se cree que su residencia estaba en la ciudad de Tebas, lugar donde en sus primeros años contribuyó a la construcción de diversos templos.

### Ascenso al trono
Amenhotep ascendió al trono en torno a 1353 a. C., y tomó como nombre Neferjeperura Uaenra (nfr ḫpru rˁ uˁ n rˁ), esto es, «Hermosas son las manifestaciones de Ra, Único en Ra».

#### Duración del reinado
De los restos encontrados de este periodo en los yacimientos arqueológicos, se deduce que el reinado de Ajenatón tuvo una duración aproximada de 17 años. Después del decimoséptimo año de reinado no se encuentran ya etiquetas de las ánforas y demás enseres de los palacios y almacenes reales. Tampoco se ha encontrado, hasta el momento, referencia alguna al reinado de Ajenatón pasado dicho año en ningún utensilio o cerámica.
Existen dudas, planteadas por historiadores y egiptólogos, en cuanto a si la duración del reinado incluye el período de corregencia. Mientras algunos estiman que el periodo de 17 años es de reinado en solitario de Ajenatón, otros consideran el período de corregencia de Ajenatón con su padre como parte integrante de esta etapa de 17 años.

#### Primer período del reinado

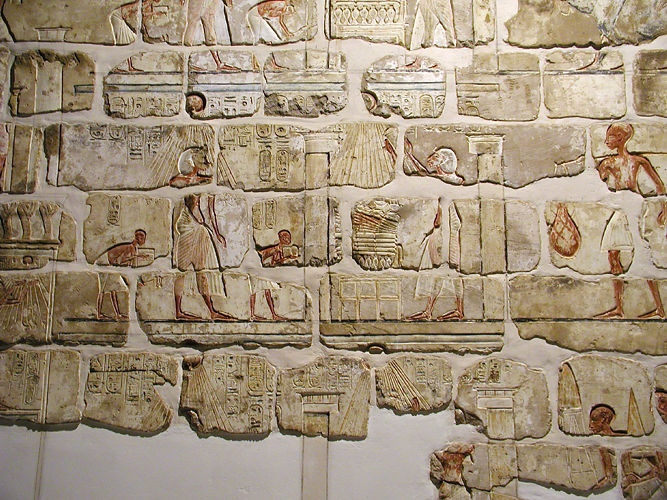
Talatas (del italiano Tagliata) provenientes del templo de Atón en Karnak, edificado en los comienzos del reinado de Amenhotep IV. El uso de estos pequeños bloques de piedra caliza resultó ser una innovación en las técnicas de construcción de su tiempo.

Los historiadores creen que la duración del primer período del reinado del rey no fue más allá del quinto año. En este lapso, la figura de Nefertiti cobró importancia como Gran Esposa Real y el matrimonio, probablemente, tendría ya, al menos, dos hijas. Durante esta primera etapa no hubo ruptura con el orden establecido, aunque se empezó a gestar el cambio que llevaría a privilegiar el culto a Atón. Su padre, Amenhotep III, realizó varias fiestas Heb Sed, cuya principal función era la de regenerar la fuerza del faraón, celebrando algunas en la actual Malkata, donde se hallaba una residencia real, llamada Palacio del deslumbramiento de Atón, lo que atestigua un temprano interés en Atón. Amenhotep III tenía a este dios solar como el más venerado, hecho reflejado en la correspondencia con los reyes de Mitani e Hititas, donde el sol también era la deidad principal.

#### Edificaciones de los primeros años
El culto a Atón, era característico de Tebas. Al principio de su reinado, Ajenatón promovió numerosas obras edilicias en la zona, que se realizaron gracias a diversas innovaciones en las técnicas de construcción. En este sentido, no se utilizaron grandes bloques, sino pequeños mampuestos de caliza, a modo de ladrillos, denominados talata, más fácilmente manejables y transportables por los trabajadores. Esos bloques fueron descubiertos como material de relleno reutilizados en los pilonos de los templos de Amón en Karnak, construidos por los reyes posteriores.
Entre las obras edificadas en este período están algunas dedicadas a Atón, simbolizado por el disco solar. Debido a la posterior persecución a la que fue sometido todo lo relacionado con el rey hereje, en especial por los gobernantes de la dinastía XIX, han sido escasos los restos hallados de estas representaciones artísticas, más allá de los pertenecientes a las etapas más primitivas.
La etapa histórica de su reinado más importante es la que inicia el conocido como período de Amarna, que comprende los siguientes doce años.
Enfermedades
Actualmente estudios realizados por neurólogos y antropólogos sugieren que el joven faraón padecía hidrocefalia. La autora Patricia Caniff lo describe en su libro "Akenatón" como "una dolencia menor que origina el desplazamiento del tejido adiposo o grasa subcutánea desde el torso a las posaderas y los muslos" (Caniff, 2002).
Akenatón padecía del “Síndrome de Marfan”, que se caracteriza por dotar al enfermo de rostro delgado y ojos achinados, dedos de manos y pies muy finos y largos, además de desajustes cardíacos.
La otra enfermedad del faraón podía ser la que se llama “lipodistrofia muscular”, esta enfermedad se caracteriza por la desaparición de la grasa corporal de cintura para arriba, pero la acumulación de esa grasa de cintura para abajo, dando al individuo sus características caderas femeninas por lo anchas.

### Cortesanos destacados
El recuerdo de los cortesanos del faraón Akenatón sobrevive en los relieves de sus tumbas localizadas en Amarna, más precisamente en el grupo de tumbas del sector Norte.
Mucho se ha escrito en torno al cuerpo de servidores de la corte, de quienes se han tejido conjeturas de diversas índoles, desde simples advenedizos que siguieron al faraón en sus “delirios” místicos hasta un grupo de cortesanos incondicionales del faraón y su credo. Sin embargo, la historia no desveló mucho de sus secretos al día de hoy, lo siguiente es la información con la que se cuenta:
- Huya. Supervisor de la Casa Jeneret real, supervisor del Tesoro Real y Mayordomo de la reina-madre Tiye. Está claro que Huya fue un funcionario heredado de la administración del faraón Amenhotep III, siguió a la reina sobreviviente Tiye en su traslado a la nueva capital de Aketatón durante el reinado de su hijo Akenatón. Su tumba está identificada como la número 1 dentro del conjunto de tumbas del sector norte de la ciudad.

- Meryra II. Escriba real, Mayordomo y Supervisor de los dos Tesoros, Supervisor de la Casa Jeneret real de Nefertiti. Su tumba es la número 2 dentro del conjunto de tumbas del sector norte.

- Ahmes. Real escriba del Rey, Mayordomo de la hacienda de Akenatón. Su tumba está localizada en el sector norte e identificada con el número 3.

- Meryra. Alto sacerdote de Atón en Ajetatón, Portador a la derecha del Rey. Su sepulcro es el número 4.

- Pentu. Escriba real, Principal servidor de Atón en la hacienda de Atón en Ajetatón, Jefe de los médicos. Le corresponde la tumba 5.

- Panehesy. Principal servidor de Atón en el templo de Atón en Ajetatón. Es el sepulcro número 6 del conjunto de tumbas del sector norte.

- Tutu. Chambelán real, Principal Servidor de Ajenatón en el templo de Atón en Aketatón, Supervisor de todos los trabajos de su Majestad, Supervisor de la plata y el oro del Señor de las Dos Tierras. El sepulcro es localizado dentro del conjunto de tumbas de la zona sur de Amarna con el número 8.

- Mahu. Jefe de Policía de Ajetatón. Tenía a cargo la protección y seguridad personal del faraón. Se lo puede observar custodiando a Ajenatón en sus traslados en carro dentro de la ciudad. El sepulcro es el número 9 de las tumbas del lado sur.

- Ramose. Escriba real, Comandante de las tropas del Señor de las Dos Tierras, Mayordomo de Amenhotep III. Es otro de los funcionarios heredados del padre de Akenatón y acompañó a Ajenatón en su nueva ciudad. Su tumba identificada con el número 11 del grupo de tumbas sur demuestra que era de edad avanzada cuando surgió la mudanza a la nueva capital de Egipto.

- Maya. Escriba real, escriba de los reclutas, Mayordomo del palacio de Akenatón en Heliópolis, Supervisor del ganado de la hacienda de Ra en Heliópolis, Supervisor de todos los trabajos del rey, General del Señor de las Dos Tierras. Es un cortesano proveniente de la ciudad de Heliópolis, centro del culto solar en el Antiguo Egipto. Su preeminencia en la corte de Amarna sugiere que el faraón Akenatón se nutrió de seguidores provenientes de fieles del antiguo dios Ra.

- Ay. Padre del dios, Supervisor de los caballos de su Majestad, Supervisor del Tesoro Real. Se cree que el título de Padre del Dios era un honor para denotar la extremada cercanía al faraón en términos familiares. Era el padre de la Dadora de Herederos, la bella Nefertiti y abuelo de las reinas posteriores: Meritatón y Anjesenpaatón. Inclusive llevó a tomar como Gran Esposa Real a esta última reina con lo que trató de legitimar su ascenso al trono una vez fallecido el último descendiente real masculino de la Dinastía XVIII, el joven príncipe Tutankamón. Este cortesano fue testigo presencial del ascenso al trono de Amenhotep IV, del nacimiento de Akenatón, del levantamiento y apoteosis de Atón, de los fallecimientos del yerno (Akenatón), hija (Nefertiti) y nietas (Meketatón y Meritatón); además de la vuelta a la ortodoxia con Tutankamón. Finalmente ascendió al trono como sobreviviente más cercano a la familia real. Dentro del grupo de tumbas de la zona sur de Amarna, la correspondiente a Ay identificada con el número 25. Cabe consignar que un ejemplo del famoso Himno a Atón se encuentra grabado en dicha tumba, que nunca fue utilizada porque, una vez ascendido a faraón, Ay fue enterrado en la necrópolis de Tebas conforme a la vuelta a la ortodoxia ya emprendida durante el reinado de Tutankamón.

- Bek. Se sabe de su existencia no a través de su sepultura sino de su taller, localizado en las ruinas de la ciudad de Aketatón. Era el hijo del Jefe de Escultores. Arquitecto y maestro escultor, en el solar donde se ubicaba su taller fue encontrado el busto de Nefertiti, así como también innumerables piezas inacabadas de esculturas, en especial de la familia real.

## La revolución de Amarna

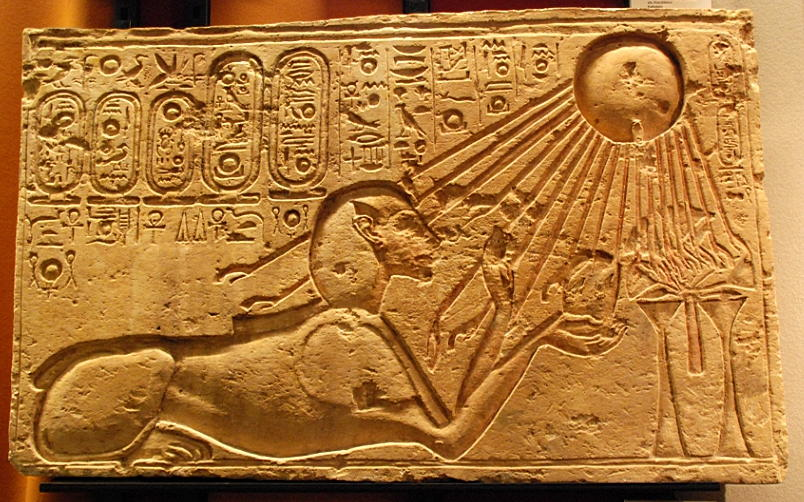
Ajenatón, como esfinge oferente, ante el disco solar, símbolo de Atón.

### Antecedentes
Desde los inicios del Egipto faraónico, la religión había ido adaptándose a los diversos factores de carácter histórico que tanto social como culturalmente influenciaban la vida espiritual de los antiguos egipcios. Conforme se sucedían las distintas dinastías egipcias, los centros de poder e influencia iban sufriendo cambios y desplazamientos, originando variaciones en las prácticas religiosas y en el panteón egipcio. Esto suponía también privilegios en la asignación de recursos (tierras, ganado, siervos, etc.) sobre el resto de los dioses (y sus respectivos templos y clero).
Desde el 2400 a. C. el dios del sol se adoraba como Ra-Horajty, un dios con cabeza de halcón, coronado por el disco solar y el uraeus, con cetro uas y anj. Era el dios de los faraones, que se consideraban sus hijos y su representación en la tierra. Sin embargo, esta preferencia cambió a finales de la Dinastía XVII: los príncipes tebanos impulsaron la expansión de sus fronteras hasta liberar completamente el territorio egipcio del dominio de los gobernantes hicsos. La reunificación del reino del Alto y Bajo Egipto en una sola corona se efectuó bajo el mando de los príncipes de Tebas, y la guía espiritual del dios tebano Amón, cuyo centro espiritual estaba en Karnak. Así, el culto a Amón (y, por tanto, su clero) ocupó su sitial dorado de preeminencia en el panteón egipcio y se transformó en el «Dios de la Victoria». Este impulso guerrero no se acabó con la expulsión de los hicsos, sino que continuó con la expansión de las fronteras hasta conquistar los territorios de Canaán y Nubia, lo que dio origen al denominado Imperio Nuevo.
Los gobernantes de la Dinastía XVIII, convirtieron a Egipto en un gran imperio. Con cada nueva conquista, el agradecimiento a Amón se traducía en nuevos templos y obras, como las sucesivas ampliaciones de los templos de Karnak, y en nuevas prebendas económicas a sus sacerdotes: el culto y el clero de Amón recibieron un trato preferencial como nunca hasta entonces había recibido ningún dios o diosa egipcios, acumulando inmensas cotas de poder.
Durante los reinados de Amenhotep III y Thutmose IV, la tendencia se invirtió paulatinamente, pues el clero de Amón había sido desplazado por el de Ra y se había introducido de nuevo el culto a Atón, aunque como un dios secundario. Atón, Shu y Tefnut, formaban la tríada creadora, y su culto era símbolo del retorno a las bases del panteón egipcio. El culto a estos dioses había sido sustituido por el de sus hijos, pero el faraón abogó por el regreso a los tres primeros dioses, postergando los cultos de otros.
Con Ajenatón, la reforma religiosa se radicalizó con la imposición de la preferencia del dios Atón sobre el resto de dioses y la prohibición del culto a Amón. El faraón intentó, como ya había hecho su padre, aminorar el poder que el sumo sacerdote y el clero de Amón habían adquirido con el tiempo. Sin embargo, este cambio no se realizó en los primeros años del reinado. El propio nombre de nacimiento del rey Amenhotep conllevaba mención al dios Amón y, al principio, ambos cultos podían coexistir libremente. Según los historiadores, fue alrededor del quinto año de reinado en solitario cuando el rey Amenhotep IV abandonó su nombre de nacimiento en honor al dios Amón y adoptó el de Ajenatón, conjuntamente con modificaciones en los distintos títulos, como los nombres de Horus, Nebty y Horus Dorado.

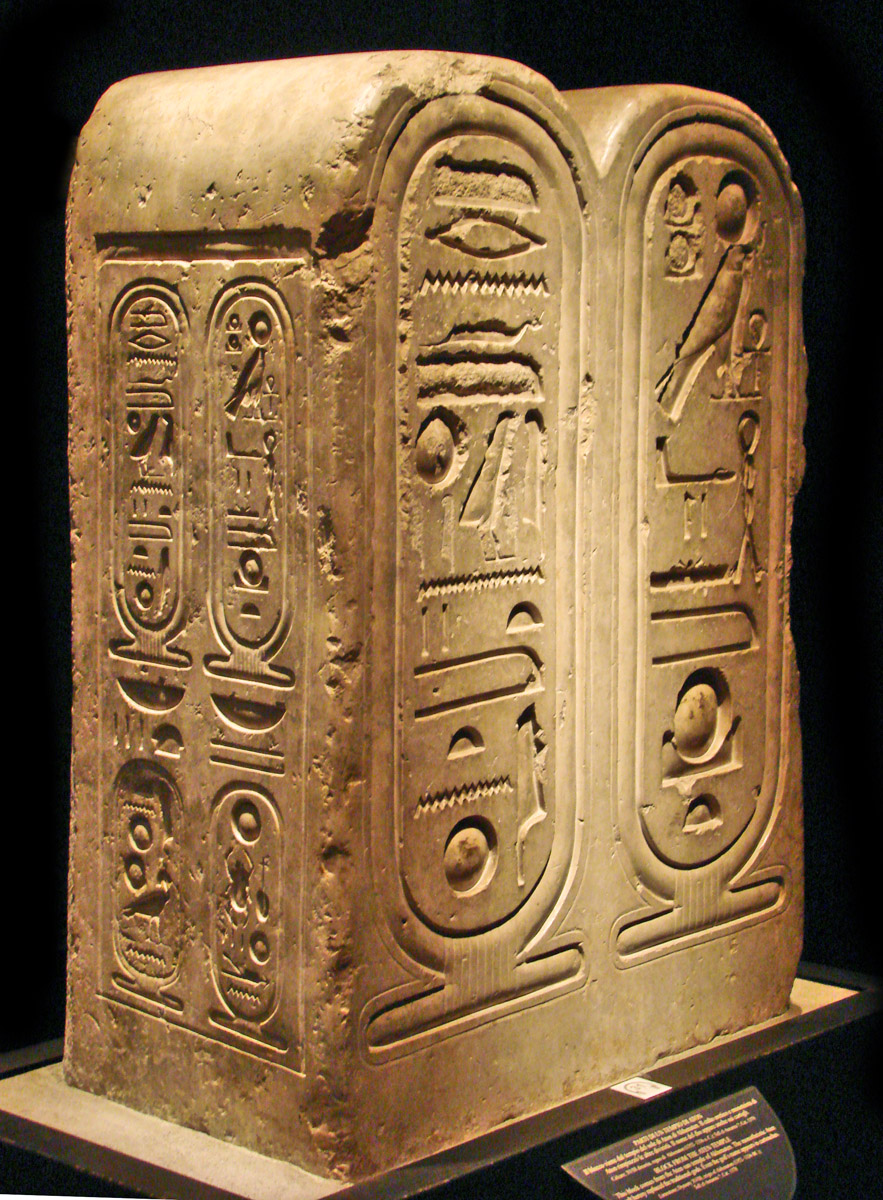
Estela que muestra algunos de los títulos del faraón Ajenatón, y el nombre del dios Atón, enmarcados en cartuchos. Fue hallada en el gran templo de Atón, en Ajetatón.

### Motivos
La reconstrucción del universo espiritual, social, económico y político del Egipto de finales de la Dinastía XVIII, ha permitido, a falta de registros históricos explícitos, intuir los motivos que indujeron a Ajenatón a realizar la reforma religiosa. Así, pues, analizando ese contexto, muchos estudiosos han coincidido en afirmar que la instauración de la nueva religión se debió tanto a motivos políticos como espirituales, dimensiones a la sazón inseparables.

Por los restos encontrados en la abandonada ciudad de Amarna, es clara la intención de Ajenatón de posicionarse entre el dios Atón y el simple adorador, sin intermediarios, sin sacerdotes en medio, sin clero. Por ende el refuerzo de la autoridad real, ya no en el plano espiritual sino eminentemente político, es un objetivo palpable en los distintos restos encontrados en las tumbas o los altares de los templos.

### Atón: el disco solar

Disco solar de Atón.

Atón se representaba como un gran disco solar, del que salían brazos en disposición radial, que terminaban en manos con el signo anj de la vida con las que recogía las ofrendas, dando a cambio luz y vida. No se han conservado imágenes antropomórficas, tan comunes en la religión egipcia, del dios Atón, ya sea en forma de esculturas, pinturas o bajorrelieves.
Atón era la forma del dios del sol en la tarde y personificaba la fuente de toda vida. Amenhotep III había protegido el culto a Atón, y Ajenatón llevó al límite el sentido religioso de adoración del símbolo solar, convirtiendo a Atón en el dios personal del faraón, y por ende, en el de todos y cada uno de sus súbditos. Además, Ajenatón no solo erigió en el Templo de Karnak un santuario dedicado a Atón, sino que fundó una nueva capital político-religiosa: Ajetatón.

### Ajetatón: la nueva capital político-religiosa
| Plano de Ajetatón |
| Valle Real Gran templo de Atón Tumba Real Uadi sur Altares Necrópolis de los nobles (norte) Necrópolis de los nobles (sur) Necrópolis de los artesanos Ciudad |

A mitad de camino entre Menfis y Tebas, las dos anteriores grandes capitales, ordenó construir una nueva capital en el desierto, Ajetatón (la actual Amarna) consagrada al dios Atón. Para delimitar el perímetro de la ciudad se erigieron 15 estelas de demarcación en las que se declara la pertenencia del paraje al nuevo dios Atón. En la nueva ciudad, hizo construir templos con grandes patios, ya que el culto solar debía hacerse al aire libre. La construcción de la nueva capital se financió con la confiscación a favor de la corona de las tierras y rentas de los antiguos templos, quitándoles privilegios a los sacerdotes y dejándolos sin las inmensas riquezas que acumulaban cada año. Hacia el quinto año de reinado, el faraón, la familia real y la corte, se trasladaron a la nueva ciudad. La ruptura con el pasado quedaba así totalmente consumada.

### Reformas religiosas
Como consecuencia de lo anterior, surgió la nueva religión, sustentada sin fisuras desde el máximo nivel político del estado faraónico. El faraón se nombró único representante en la tierra del dios, haciendo innecesaria la casta sacerdotal. El faraón con la gran esposa real oficiaban entre el pueblo y Atón. Para Flinders Petrie y otros antiguos egiptólogos, este fue el comienzo de la primera religión monoteísta, cuyo principio rector se resume en las conocidas palabras del eminente egiptólogo Cyril Aldred que, parafraseando el Corán, afirmó que existe un solo Dios, y el faraón es su profeta.
Como sumo sacerdote de Atón, rechazó la autoridad del sumo sacerdote de Amón, quien tenía el título de Jefe de los sacerdotes de todos los dioses y un gran poder político. En el décimo año de su reinado, Ajenatón ordenó borrar el nombre de Amón y el de su esposa Mut de todos los monumentos, hasta de los cartuchos con nombres teóforos de todos los faraones, incluido el de su padre.
La nueva religión se caracterizaba por una fuerte abstracción y conceptualización de la deidad. A esta conclusión se llega al considerar que, si bien la adoración de una deidad solar ofrecía oportunidades de eventos festivos en momentos determinados del calendario, como son los días de solsticio y los de equinoccio, sin embargo, Ajenatón no los utilizó determinadamente en su reforma religiosa. Más aún, la orientación de los edificios en la nueva ciudad dedicados a Atón no sigue ningún patrón solar o cósmico, sino que se adecúa a la topografía del terreno donde estos se asentaban. Todo esto lleva a la conclusión de que la nueva religión en torno a Atón se basaba en una fuerte abstracción conceptual en perjuicio de otras manifestaciones religiosas más concretas. Esto fue lo que originó un importante problema en el sistema de creencias egipcio, ya que el pueblo no concebía a los dioses sin forma e imagen, sino que necesariamente los corporizaba, ya fuese en una imagen antropomorfa, ya en un animal asociado, icono zoomorfo.
La revolución, provocada por Ajenatón, comportó la total eliminación de las imágenes humanizadas de dioses en esculturas, relieves, muebles y otros enseres, que habían constituido —tradicionalmente— la principal fuente iconográfica del arte egipcio. Paralelamente, la familia real se convirtió en el motivo central de las representaciones artísticas: en los altares de los templos donde antes se encontraban las estatuas de los dioses, se veía ahora a la familia real, a veces en pareja, otras veces con todas sus hijas, y siempre con el dios Atón, el disco solar, oficiando como protector y dador de vida.
Simultáneamente, se produjo también un cambio radical en las formas y modos de oficiar las ceremonias religiosas. Los antiguos templos cerrados, oscuros, donde lo primordial es el ocultamiento de la divinidad y el acceso restringido, dieron paso a templos abiertos, al aire libre, donde la observación de la divinidad estaba al alcance de cualquier neófito o no iniciado. Con todo, subsisten muchos interrogantes en lo relativo al culto de la nueva religión respecto a dos temas: el culto individual o familiar y su relación con el más allá.

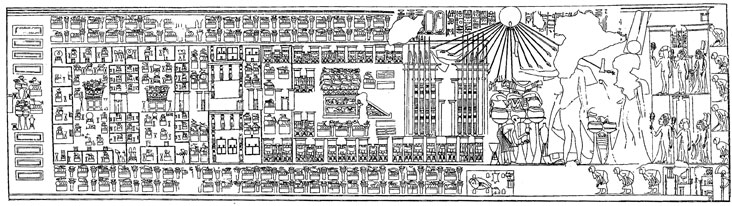
Templo de Atón en Ajetatón. Ajenatón, secundado por Nefertiti y sus hijas, realiza una ofrenda al dios en un altar al aire libre. Dibujo extraído del relieve en la tumba de Meryre en Ajetatón (Amarna).

#### El culto privado
La práctica religiosa del Antiguo Egipto intentaban contener y dar sentido a las necesidades espirituales de campesinos, artesanos o del ciudadano medio del reino. La gran cantidad de esculturas, amuletos y textos referidos a cultos particulares que se han conservado, muestra que la religión tenía un profundo impacto en la vida cotidiana. En la cultura egipcia, multitud de deidades tutelaban cada faceta de la vida: la concepción, la fertilidad, el nacimiento, el matrimonio, la muerte, etc. Así, el egipcio común vivía en un entorno de prácticas y ceremonias religiosas íntimamente unidas: la invocación a Min para la cosecha, la protección de Osiris en la muerte, etc.
Por tal motivo, en las investigaciones arqueológicas es muy común hallar en las viviendas del Antiguo Egipto pequeños altares, esculturas, etc. La antigua ciudad de Ajetatón muestra variados restos de altares con imágenes tanto de Atón con el faraón o la familia real, como de las antiguas deidades egipcias que habían sido desterradas del nuevo culto oficial. Así, algunos historiadores indican que en algún punto, Ajenatón observó que la religión que implantaba generaba un vacío que no podía cubrir determinadas necesidades espirituales de sus súbditos, y pretendió suplir esas necesidades con la adoración de la familia real, por intermedio de la cual se llegaba a Atón. Sin embargo, la reforma de los cultos privados constituyó una empresa muy delicada.

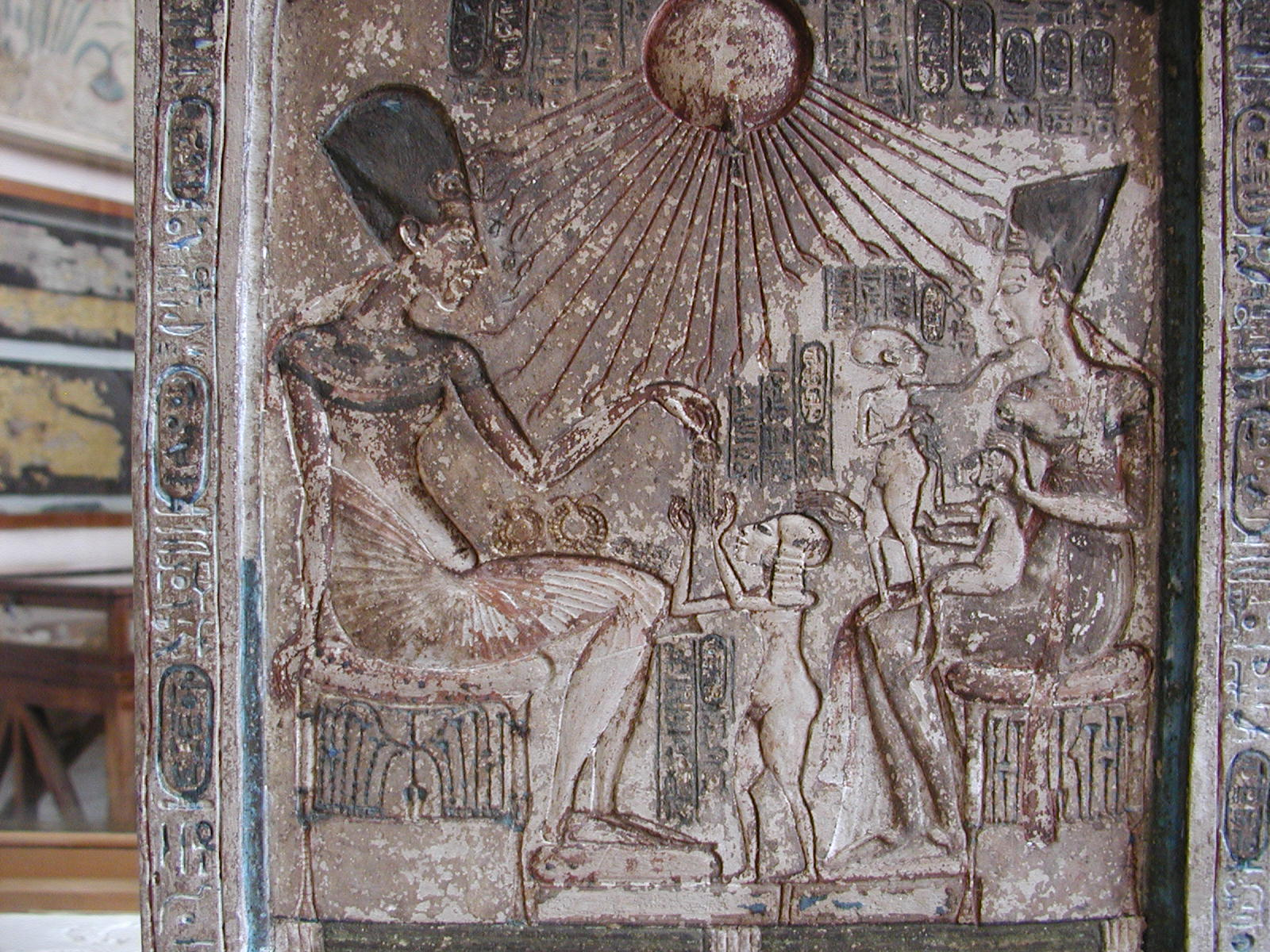
Altar hogareño para la adoración familiar o individual de Atón y la familia real. Bajorrelieve de la familia real bajo los rayos dadores de vida del único dios: Atón. Museo Egipcio de El Cairo.

Así, muchos estudiosos creen que el abandono y olvido en que cayó la religión de Ajenatón, una vez muerto el faraón, se debió al hecho de que en ningún momento llegó a conseguir que las necesidades espirituales en el plano individual y familiar del pueblo egipcio fuesen colmadas con su propuesta religiosa. Dicho de otra forma, la religión de Ajenatón nunca dejó de ser una religión del aparato del estado, ya que en el plano individual el egipcio siguió encomendándose a las antiguas deidades.
A su muerte, no solo cayó en el olvido el culto a Atón, sino también a Osiris, ya que el destino en el Más Allá dependía de la lealtad al faraón, pero el pueblo seguía adorando a los viejos dioses y apegado a sus tradiciones y supersticiones. Incluso en la propia capital se han hallado estatuas de otros dioses erigidas ya en esa época.

#### Relación con el más allá
En lo referente al culto del más allá, en la religión egipcia recaía en el dios Osiris, cuya epopeya de resurrección se convertía en modelo de referencia en el momento del deceso del súbdito egipcio. El culto de la resurrección es una constante en la historia del Antiguo Egipto, desde el primitivo período predinástico hasta la época romana. Con diferentes desarrollos, las prácticas mortuorias crearon textos tan elaborados como el Libro del Amduat, los rituales de embalsamamiento, la arquitectura de las necrópolis, etc.
No se sabe todavía cómo Ajenatón, como reformador religioso, reemplazó o modificó este culto del más allá. A pesar de que en la ciudad de Ajetatón hay restos de tumbas con relieves y pinturas murales, en dichas tumbas no hay ninguna referencia al culto osiríaco.

### Reformas políticas
Tradicionalmente, se ha tenido la imagen de Akenatón como la de un gobernante que había abandonado total o parcialmente su cargo debido a una religiosidad extrema, y que había llevado a Egipto al declive (sobre todo en el exterior). Sin embargo, esta imagen de Akenatón ha ido perdiendo fuerza a partir de las últimas investigaciones.

#### Política interior
El cambio en el modelo político supuso un afianzamiento del poder real. Por los rastros encontrados en las ciudades de Tebas y Ajetatón, todo demuestra que la preeminencia del faraón sobre el resto del aparato del estado era evidente. Ni la clase sacerdotal, ni los principales referentes del engranaje burocrático del estado (virreyes, chatys, supervisores del tesoro, etc.), lograron, aparentemente, algún tipo de relevancia, con las solas excepciones de Ay y Horemheb, aunque ambos fueron sumisos al poder del faraón.
Los principales funcionarios del estado han pasado a la posteridad más como seguidores incondicionales del faraón y su nueva ideología, que por obras, hechos o documentos, como queda mostrado en los relieves que muestran sus tumbas en el cementerio de la nueva ciudad, Ajetatón. En esas imágenes, se esfuerzan en mostrar su devoción hacia el rey, la familia real y, obviamente, hacia la nueva religión.
El alejamiento del clero (en especial el de Amón) de las cuestiones terrenales se puede inferir del abandono de las dos principales ciudades donde residían los faraones: Menfis, la sede política del reino, y Tebas, la sede religiosa y lugar de origen de la dinastía reinante.

#### Relaciones exteriores

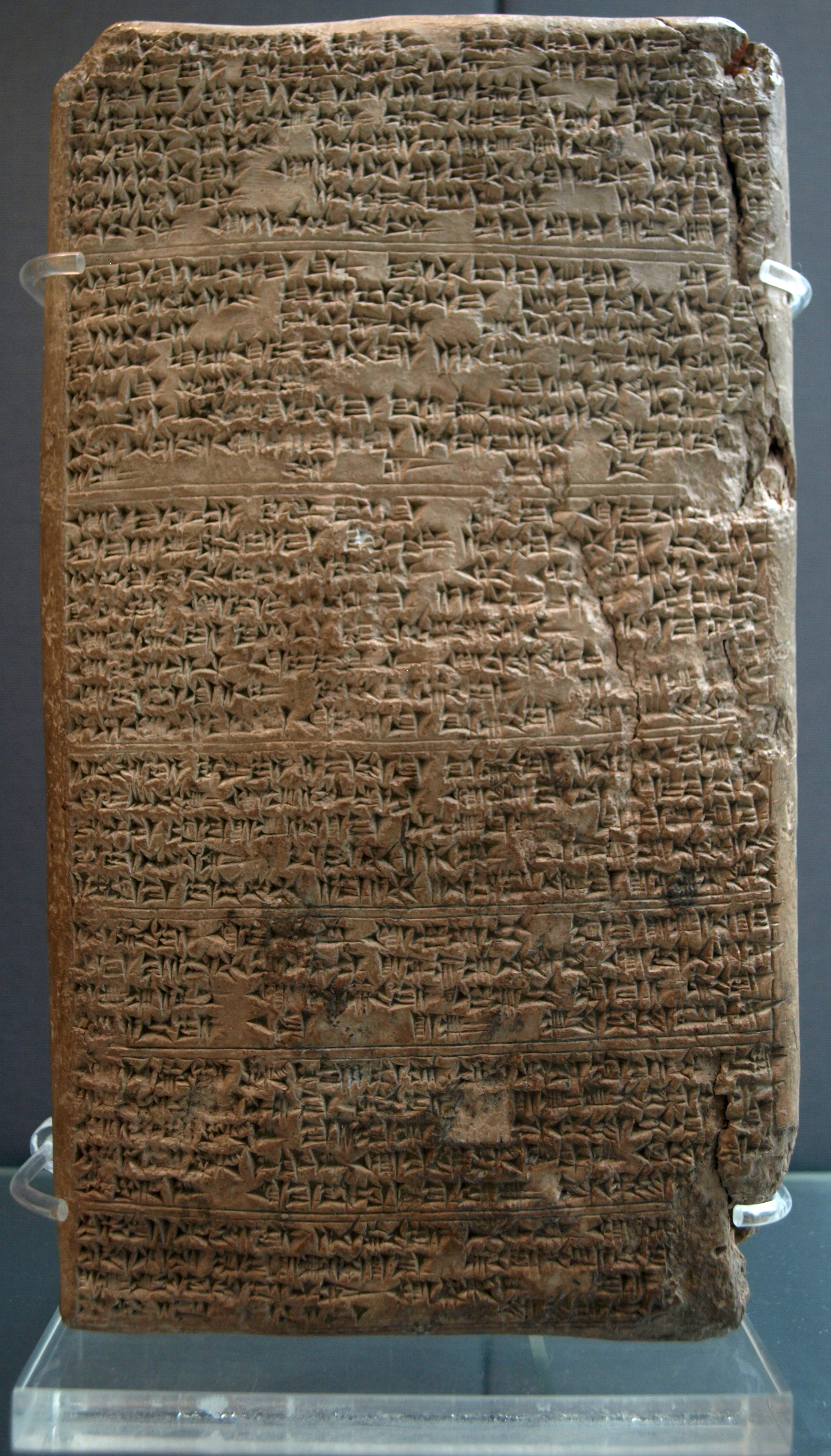
Tabla con escritura cuneiforme que pertenece a las tabletas que conforman las Cartas de Amarna; se trata de un mensaje del rey Tushratta de Mitanni al faraón Amenhotep III, padre de Ajenatón, sellando una alianza entre ambos países con el compromiso matrimonial de la princesa mitanni Tadukhipa. Es uno de los primeros registros históricos que reflejan la existencia de relaciones diplomáticas en la antigüedad.

Por lo que se refiere a la política exterior, Ajenatón fue capaz de mantener el statu quo en los territorios conquistados de Canaán y Libia. Por otro lado, aunque la destrucción de los restos de su reinado no ha dejado muchos documentos de política exterior, la correspondencia con otros reyes coetáneos guardada en los archivos de estos, muestra su actividad diplomática, aunque probablemente delegara muchas de sus obligaciones en sus colaboradores.
Del Segundo Período Intermedio, Egipto salió sumamente fortalecido, ya que a la expulsión de los hicsos le siguió un período de conquistas que alcanzó su máxima expansión durante el reinado del faraón Tutmosis III. El equilibrio de poderes se alcanzó en la confrontación con el reino de Mitanni. Dicha rivalidad abarcaría casi dos siglos de historia y llegaría a su fin con el tratado de paz convenido por Amenhotep III y el rey Shuttarna II. Para ratificarlo, el rey de Mitanni envió a su hija, la princesa Giluhepa, para ser desposada con el faraón. El tratado fue reafirmado con el envío de otra princesa mitannia (Taduhepa) durante el reinado del rey Tushratta al harén real del faraón. Todo esto está documentado en las Cartas de Amarna.
Así, el sistema de alianzas entre los estados de Babilonia, Mitanni, Asiria, Hati y Egipto, implicaba un mantenimiento del statu quo internacional, posibilitando un gran entramado de relaciones diplomáticas que ha podido ser desvelado mediante el descubrimiento del archivo egipcio en la ciudad de Amarna. En estas relaciones diplomáticas, el trato que se dan entre los reyes es el de hermano. En los estados vasallos o dentro de la esfera de influencia egipcia, el trato era mucho más servil, siendo el faraón tratado como Mi Señor de forma habitual.
La correspondencia diplomática indica que Ajenatón mantuvo el sistema de alianzas heredado de su padre. Los reyes aliados ofrecían amistad y alianza a cambio del oro faraónico y los estados vasallos imploraban atención de parte del faraón para recibir recursos o ser beneficiados y conservar el poder.
Este equilibrio se mantuvo durante el reinado de Ajenatón, aunque con tendencia a desestabilizarse por la belicosidad y poderío que estaba adquiriendo Hati, que había empezado por atacar al reino de Mitanni, que inútilmente pidió auxilio a Egipto. El liderazgo que alcanzó el reino hitita llevaría a una serie de confrontaciones bélicas entre Egipto y Hatti que se prolongarían desde el gobierno de Tutankamón hasta el de Ramsés II, quien firmaría una paz duradera estableciendo un nuevo statu quo internacional.
Todo hace suponer que, en el manejo de las relaciones internacionales, el faraón mantenía el conocimiento y la toma de decisiones en los tratos con las potencias extranjeras, como bien lo atestiguan las Cartas de Amarna. Algunas de esas tablillas de barro cocido estaban dirigidas a la reina madre Tiyi, aunque se supone que fue durante un breve período inmediatamente posterior a la muerte del anterior rey Amenhotep III, cuando el nuevo rey Ajenatón no estaba del todo familiarizado con las relaciones diplomáticas.

### Reformas artísticas
El cambio religioso provocó también un cambio en los cánones artísticos; aunque efímera, la llamada «revolución amarniana» significó un periodo muy interesante en el arte egipcio, pues se pasó del hieratismo monumental a un curioso y descarnado naturalismo en el cual se notan destellos de ternura (como, por ejemplo, se puede apreciar en la estela que representa a Nefertiti con sus hijas pequeñas o en el famoso busto que representa a la célebre soberana).

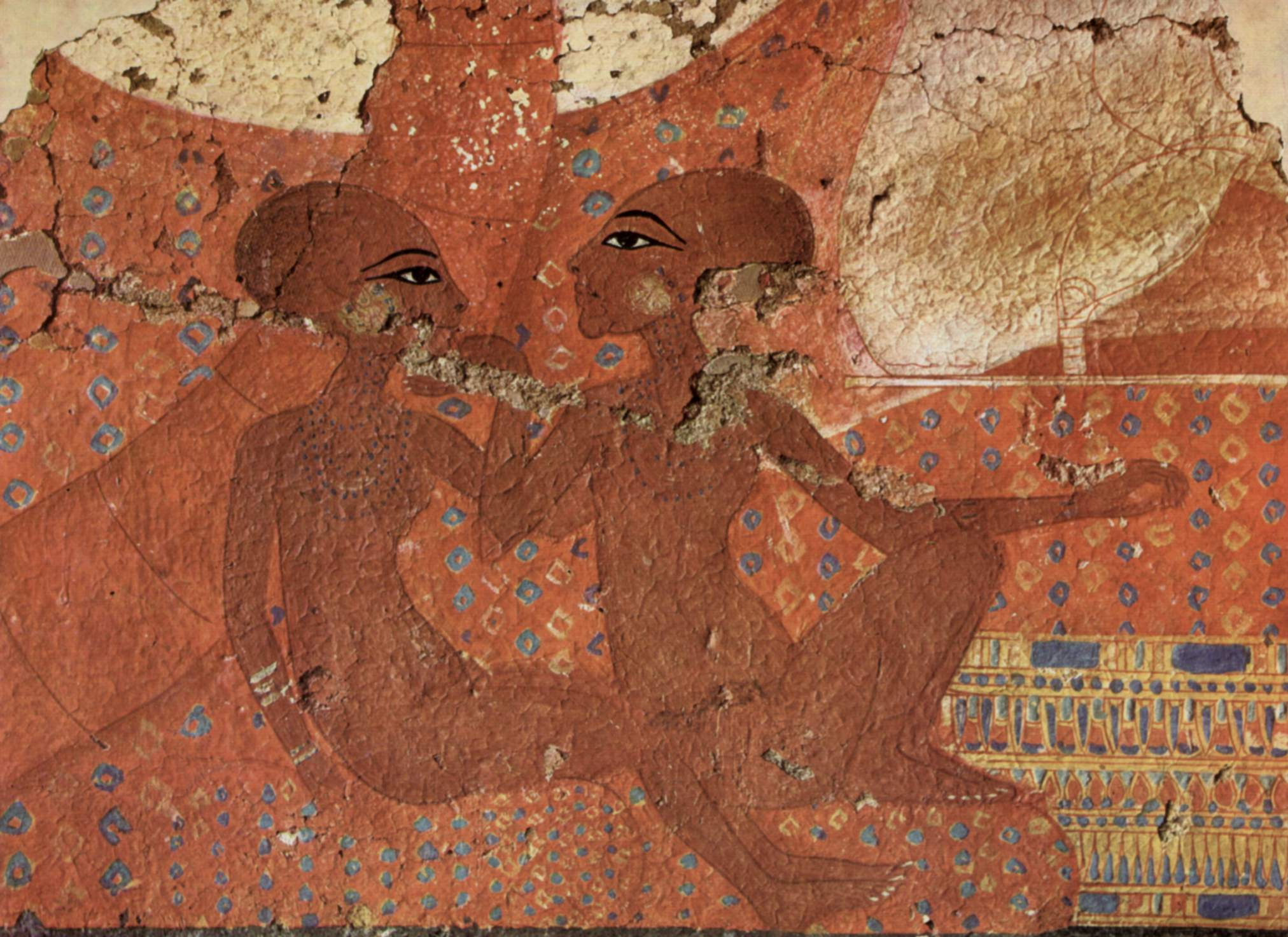
Princesas del período de Amarna. Cuellos estilizados y cráneos alargados.

Hasta la reforma religiosa de Ajenatón, existía en Egipto un canon tradicional de representación en relieves y pinturas murales que presentaba las siguientes características:
- la escuela artística tradicional del Antiguo Egipto no utilizaba la perspectiva en las imágenes murales, pues el tamaño determinaba el grado de importancia del personaje respecto del resto de los componentes.
- las imágenes antropomórficas se dibujaban de la siguiente forma: la cabeza, los brazos y las piernas de perfil, pero los ojos y el torso de frente. Este método de representación se modulaba con una cuadrícula de cuatro unidades de ancho por nueve de alto.

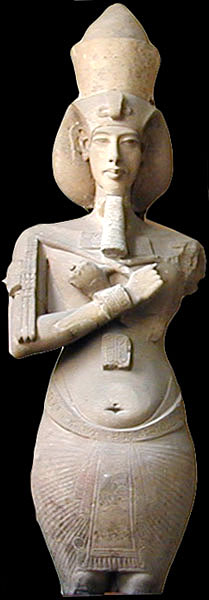
Estatua "realista" del faraón Akenatón.

Una de las principales características del nuevo arte nacido con el Atonismo es el cambio en este estilo de representación. Por un lado, se abandonó el canon tradicional de representación del cuerpo humano, que sería modelado a partir de entonces en una nueva cuadrícula de cuatro unidades de ancho por doce de alto, modificación que se mantuvo bajo sus inmediatos sucesores. Las imágenes son más naturalistas, llegándose a extremos descarnados. Se deja de lado la representación idealizada, sin faltas o defectos físicos, y se remarcan algunos rasgos de forma extrema: poseen cabezas alargadas en su parte posterior, ojos rasgados, labios gruesos, mandíbulas prominentes, cuellos largos y estilizados, vientres pronunciados —tanto en personajes masculinos como femeninos— y contornos redondeados que, en muchos casos, dificultan la identificación del sexo del personaje representado.
Este último cambio hizo pensar a muchos estudiosos del siglo XIX y de principios del XX que las esculturas del faraón Ajenatón describían malformaciones físicas producto de supuestas enfermedades que habría padecido el faraón, como el síndrome de Marfan. Las esculturas halladas del faraón herético describen una imagen nunca vista antes en cualquier otro rey: cuello alargado, hombros y torso estrecho, caderas protuberantes, labios gruesos y mentón alargado. Hoy en día, los historiadores y arqueólogos estiman que las imágenes del rey son representaciones artísticas y no son elementos suficientes para suponer que padeciese enfermedades crónicas.
Además, con el hallazgo de la tumba de Tutankamón, se ha podido observar que la momia del faraón-niño poseía un cráneo alargado parecido a las esculturas e imágenes encontradas de la familia real del período de Amarna. Como consecuencia de ello, se ha especulado con la posibilidad de que este tipo de creaciones artísticas podrían pretender reflejar ciertos atributos físicos compartidos por los miembros de las familias reales, con la intención de ofrecer una imagen homogénea de la realeza.

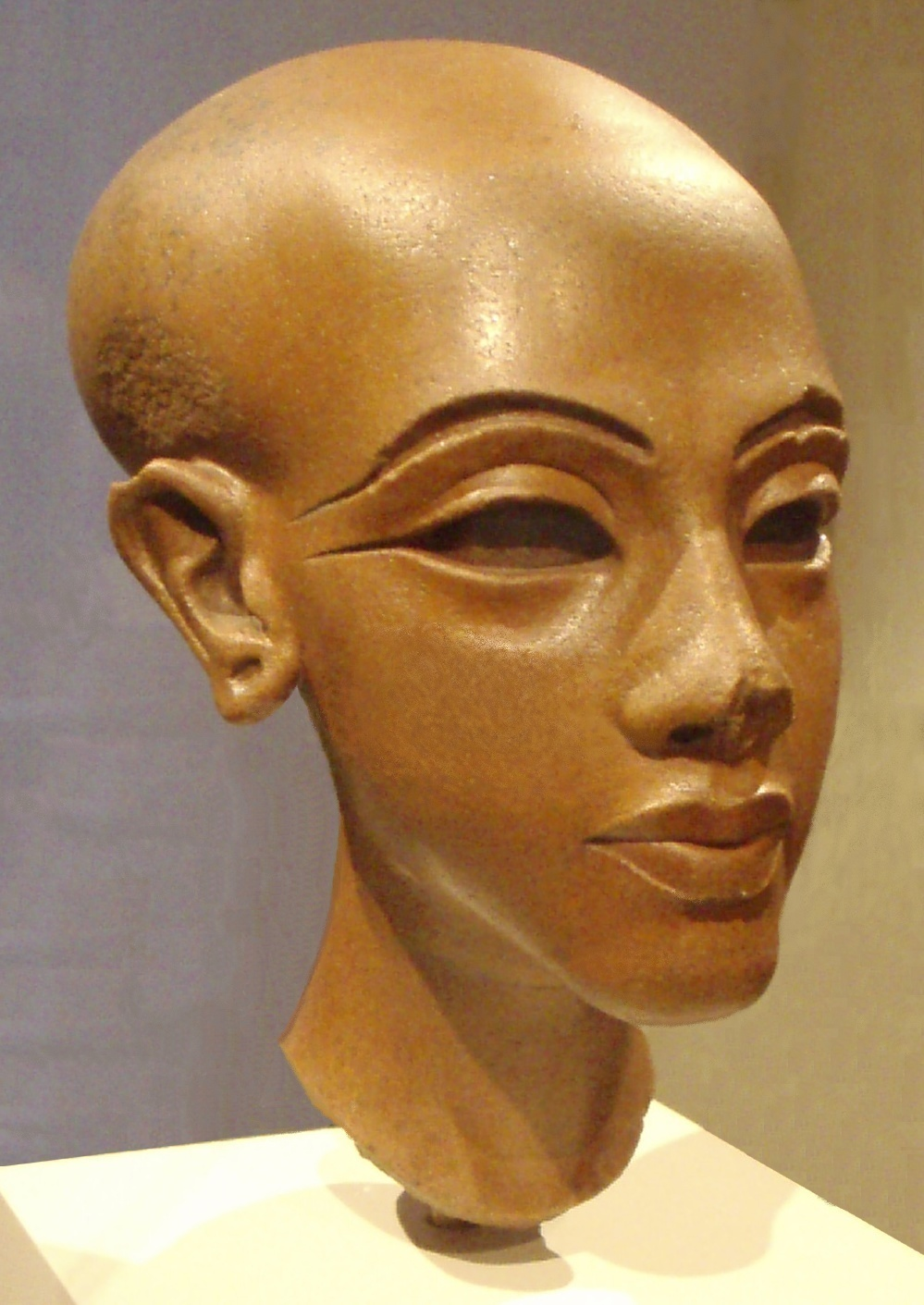
Escultura encontrada en el taller del escultor Thutmose en Amarna. Ojos rasgados, labios gruesos, mandíbula prominente y cuello estilizado y cráneo alargado. Ejemplo del estilo artístico de Amarna.

Otro de los innovadores cambios de la revolución de Amarna es el motivo de las representaciones. Eliminados los motivos religiosos, ya que Atón era una deidad abstracta simbolizada por el disco solar, en el universo artístico egipcio surgirían las escenas íntimas, familiares y personales. Las imágenes tradicionales del faraón destrozando a sus enemigos, tanto interiores como exteriores, fueron reemplazadas por escenas íntimas del faraón venerando a su dios, con su familia o con su Gran Esposa Real: Nefertiti.
Surgieron piezas excepcionales que muestran al faraón en una faceta más humana, sea compartiendo un momento con su amada, jugando con sus hijas en el regazo, o en momentos penosos, como la fúnebre despedida de una de sus hijas.
Gracias a las excavaciones en la ciudad de Ajetatón, salieron a la luz importantes obras de arte del período. Precisamente, en el taller de Thumose, el escultor real, se encontraron dos docenas de piezas escultóricas, incluido el conocido busto de la reina Nefertiti.
De todos los legados del período de Ajenatón, solamente el artístico perduró tras su muerte. El legado político se extinguió con ella, ya que durante el reinado de su sucesor el faraón niño Tutankamón, sometido a Ay y Horemheb, la corte regresó a Tebas. Y en el plano espiritual, como ya se ha indicado, la reforma religiosa de Ajenatón se extinguió también con su muerte. Solamente, las innovaciones artísticas del periodo de Amarna lograron sobrevivir algún tiempo tras el deceso de Ajenatón, pudiendo encontrarse rastros aún durante los reinados de Tutankamón, Ay y Horemheb. Con todo, durante la Dinastía XIX, el arte egipcio volvió a la antigua ortodoxia artística.

### Literatura de la época

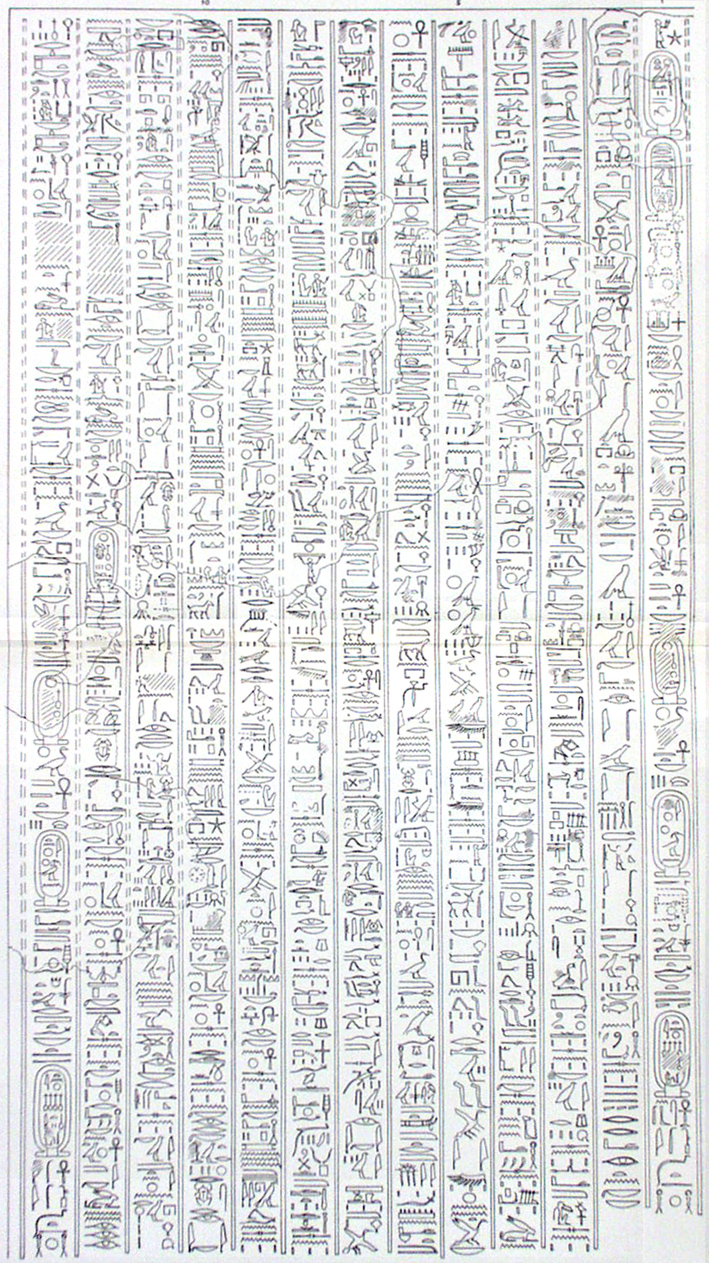
Himno a Atón. Transcripción del texto encontrado en una tumba en Amarna.

En algunas tumbas de los funcionarios de Ajenatón, particularmente en el de Ay, se encontraron fragmentos del Himno a Atón, en el que el propio faraón expresó los conceptos de la nueva religión. Llama la atención por su parecido con el salmo 104 de la Biblia.
Dice así:

Eres tú quien desarrolla el embrión en la hembra,
tú quien crea la simiente en el varón,
tú quien da vida al hijo en el seno de la madre,
tú quien le mandas el consuelo que apacigua sus lágrimas,
tú, la nodriza de quien aún esté en el vientre materno,
tú el que no deja de dar aliento a la vida de cada criatura.
Cuando salen del seno materno para respirar, el día de su nacimiento,
tú abres al instante su boca y les das lo necesario.
(traducción de G. Fatás)

### Epidemias en Amarna
Durante el Periodo de Amarna se produjo una importante pandemia, probablemente de peste bubónica, poliomielitis o, tal vez, gripe, que se originó en Egipto y se extendió por todo el Levante mediterráneo, acabando con la vida, por ejemplo, de Suppiluliuma I, el rey hitita. En el supuesto de que hubiese sido una gripe, se explicaría porque se trata de una enfermedad asociada a la proximidad de aves acuáticas, cerdos y seres humanos, y su origen como una enfermedad pandémica pudo ser debido al desarrollo de los sistemas ganaderos, pues facilitaban la proximidad de estos animales con sus desechos. Algunas de las primeras evidencias arqueológicas de este sistema ganadero se han fechado durante el reinado de Ajenatón, y la pandemia que siguió a este período en todo el Oriente Próximo puede haber sido el primer brote registrado de gripe.
Sin embargo, la naturaleza precisa de esta plaga de Egipto sigue siendo desconocida, y también se ha sugerido Asia como posible lugar de origen de la pandemia de gripe en seres humanos.
La sucesión de muertes en la familia real debió de impactar profundamente en lo personal al faraón Ajenatón y, en general, a todo el reino. Fueron víctimas de esta pandemia la reina madre Tiy, la Gran Esposa Real Nefertiti y las princesas Meketaton, Meritatón, Setepenra y Neferura, en un intervalo de tiempo que va desde los años 12 al 17 de su reinado.
Por lo demás, la prevalencia de la enfermedad puede ayudar a explicar la rapidez con que la ciudad de Ajetatón fue posteriormente abandonada, y también el por qué las generaciones posteriores consideraron que los dioses se habían vuelto contra los reyes de Amarna.
Zahi Hawass ha sugerido que la epidemia podría ser de peste negra, porque se han encontrado huellas de esa enfermedad en Amarna. Arielle Kozloff, por su parte, ha discutido esa hipótesis y argumenta que la epidemia fue causada por una peste bubónica sobrevenida junto a una epidemia de poliomielitis. Sin embargo, su argumento de que la poliomielitis no es tan virulenta como algunas otras enfermedades ha sido refutado pues ignora la evidencia de que las enfermedades son menos virulentas cuanto más tiempo están presentes en la población humana, como se demostró con la sífilis y la tuberculosis.

## Final del reinado
No se sabe a ciencia cierta cómo terminó el reinado de  Akenatón, ya que no se cuenta con documentos ni crónicas de la época. Además, la damnatio memoriae decretada por los posteriores faraones de la Dinastía XIX eliminó mucha información sobre su mandato.

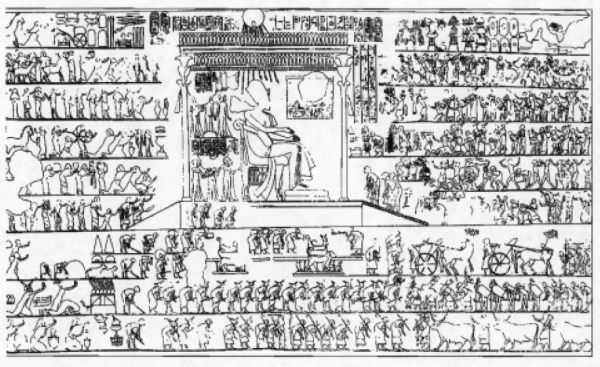
El cénit del reinado de Akenatón puede situarse en su decimosegundo año de reinado cuando se efectuó una gran celebración de ofrendas y tributos de países aliados y estados vasallos en Aketatón. Dibujo extraído de la tumba de Meryra II en Amarna

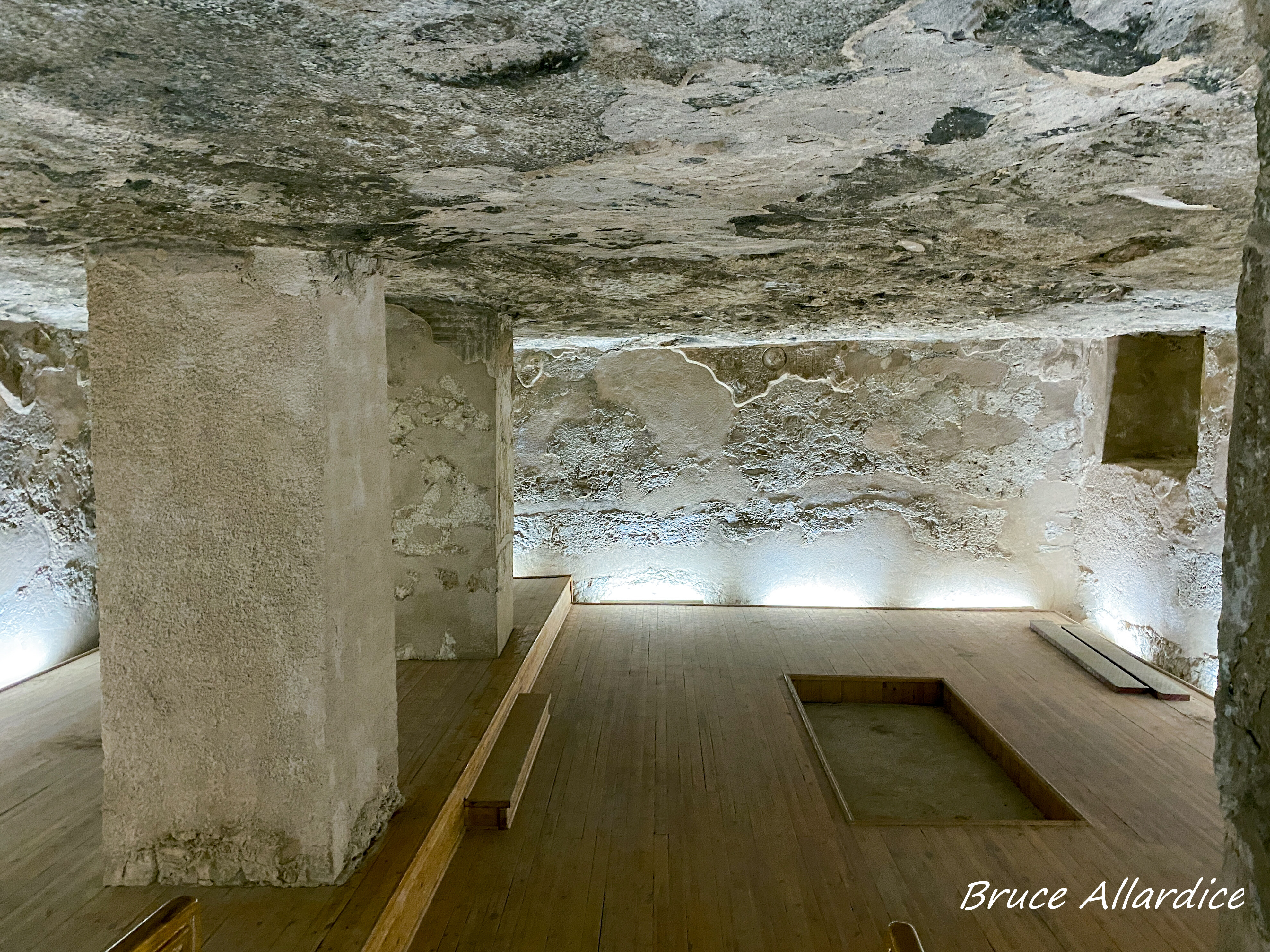
La cámara funeraria original de Akenatón en Amarna

La culminación del reinado de Akenatón puede centrarse en una gran celebración en Aketatón en el año 12 de reinado. El acontecimiento consistió en una gran recepción real de embajadores de potencias extranjeras y enviados de estados vasallos del Imperio Egipcio. Gracias a los relieves en la tumba del cortesano Meryra, se puede saber que la familia real estaba en pleno: Akenatón, Nefertiti y sus seis hijas.
Después del duodécimo año de reinado de Akenatón, sobrevino la muerte de la princesa Meketatón, que supuestamente falleció al dar a luz. Se desconoce tanto el nombre como el sexo de este bebe real, lo que probablemente indica que no sobrevivió a su madre. En el funeral de Meketatón se pudo ver a sus padres despidiéndola, pero no hay rastro alguno de la reina-madre Tiye, razón por la cual se estima que la madre de Akenatón falleció dentro de un lapso que va desde el año 12 al 14 del reinado del faraón.
Después del año 14 de reinado, no hay menciones a la reina Nefertiti, mientras que la princesa Meritatón es elevada a la posición de Gran Esposa Real. Todo indica que la reina Nefertiti falleció después de ese año de reinado.
A su vez, las princesas Meritatón y Anjesenpaatón fueron elevadas sucesivamente a la posición de Gran Esposa Real, no solo en funciones ritualistas sino también bajo una base sexual. Ambas princesas dieron a luz sendas princesas, a quienes se nombró como a sus madres con el agregado de "ta sherit" (“la menor”). Así, las princesas Meritatón-Tasherit y Anjesenpaatón-Tasherit fueron el fruto de la relación incestuosa del faraón Akenatón con sus hijas, muy probablemente con la intención de conseguir un descendiente masculino.
El ascenso de Semenejkara a corregente puede ser ubicada alrededor del año 15 de reinado, ya que en ese año Anjesenpaatón reemplazó a su hermana Meritatón como Gran Esposa Real. Así, Meritatón fue la consorte real del nuevo corregente Semenejkara, mientras Anjesenpaatón se convirtió en la Gran Esposa Real de su padre Akenatón.
Se pueden datar los decesos de cuatro de las seis hijas de Nefertiti y el faraón, quienes fallecieron entre los años duocécimo y decimoséptimo del reinado. Esta sucesión de muertes en un corto período dentro de la familia real ha abierto el campo de la especulación entre los estudiosos, con dos hipótesis explicativas al respecto:

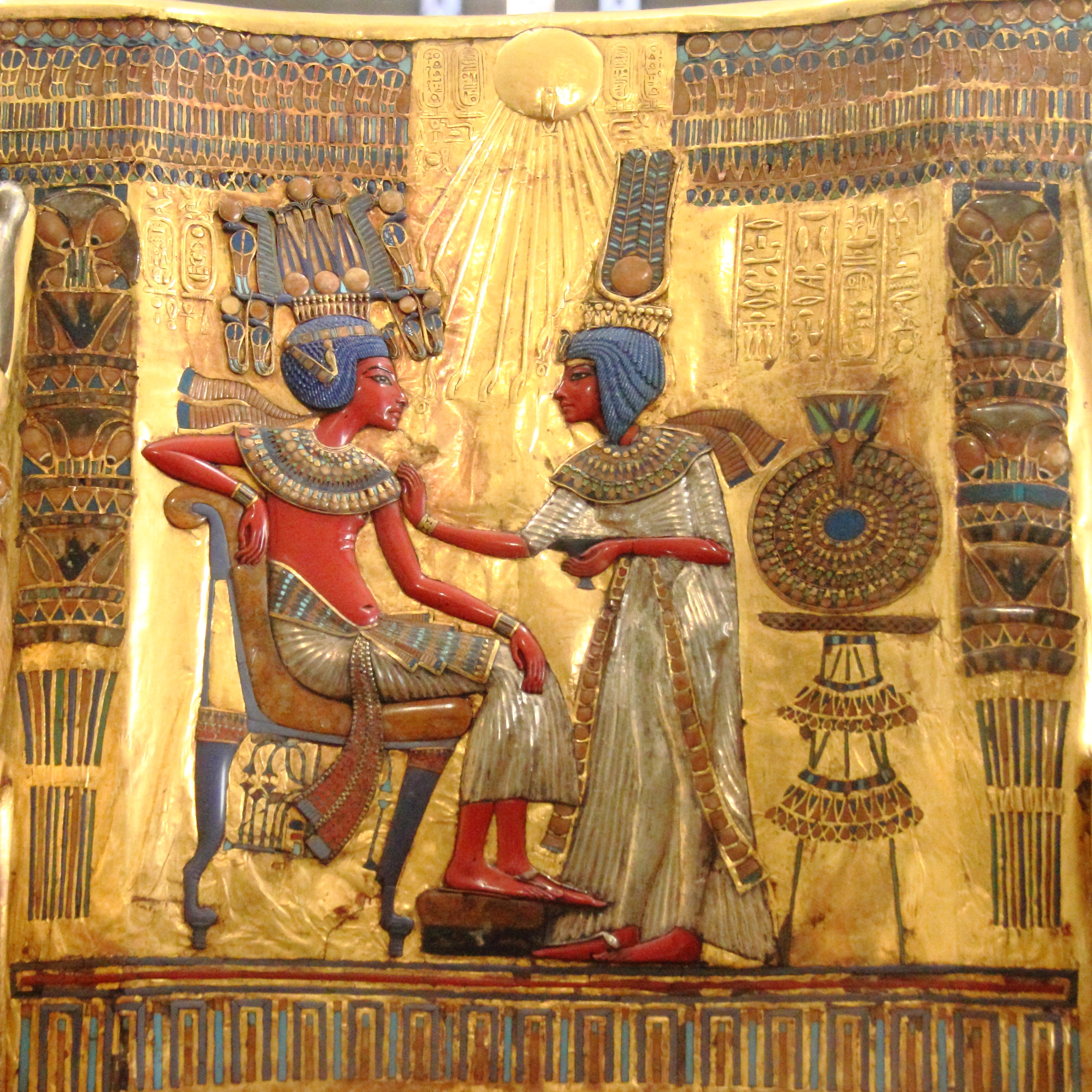
Escena íntima entre el faraón Tutankamón y su Gran Esposa Real Anjesenamón, hija sobreviviente de Ajenatón y Nefertiti. Las imágenes y el motivo artístico son típicos de la época de Amarna (detalle del respaldo del trono ceremonial de Tutankamón).

- las muertes fueron debidas a una enfermedad congénita y hereditaria que padecerían las hijas de Nefertiti;
- la causa de las muertes fue una epidemia que azotó Egipto y afectó a la familia real. Esta hipótesis es la más aceptada entre los especialistas.[65] Las dificultades en la identificación de momias o la falta de estas impiden avanzar más en la elucidación de este aspecto.

En otro orden de cosas, la sucesión no se encuentra debidamente registrada, sobre todo si se tiene en cuenta que los faraones posteriores pretendieron borrar el reinado de los registros, tendiendo un puente entre Amenhotep III y el usurpador Horemheb.
La muerte de Ajenatón en el decimoséptimo año de su reinado da al faraón una edad probable de entre 30 y 36 años. Su inmediato sucesor, el desconocido Semenejkara, reinó durante un breve período, que algunos estudiosos estiman entre menos de un año a no más de tres. Tras él, ascendió al trono de Egipto un niño de menos de once años de edad: Tutankamon.
Ajenatón fue enterrado en la tumba que se hizo construir, la llamada Tumba Real de Amarna, como demuestra el hecho de que la cámara funeraria estaba sellada. Sin embargo, el cuerpo del faraón fue retirado cuando la corte regresó a Tebas, y  su momia fue inhumada en el Valle de los Reyes, en la KV55, junto al de su madre la reina Tiy. Su sarcófago fue destruido y permaneció en la necrópolis de Amarna; ahora se encuentra, reconstruido, en el exterior del Museo de El Cairo.

## Sucesores
Una costumbre que se impuso durante la Dinastía XVIII era la de nombrar un corregente, de modo que el faraón reinante delegaba algunas funciones políticas y religiosas en el heredero, quien una vez acontecida la muerte del rey accedía al trono. En los casos en que la posición del príncipe heredero era indiscutible (por ser el hijo del rey y la Gran Esposa Real), la corregencia era vista como un marco de continuidad y formación del joven príncipe. En otras ocasiones, la instauración de un corregente era una necesidad para afirmarlo como heredero, ya fuera porque no existía ese príncipe, ya porque provenía de una esposa de menor rango que la Gran Esposa Real. El hecho de que Ajenatón y Nefertiti solo tuvieran hijas debió de haber planteado el problema sucesorio de forma prematura.
El período de sucesión de Ajenatón no se conoce todavía bien. Se sabe que existió a finales de su reinado un personaje denominado Anjjeperura-Semenejkara, que portaba cartuchos reales, dando la apariencia de que, si no era corregente, seguramente era el sucesor inmediato del faraón Ajenatón.
La duración del reinado del rey Anjjeperura-Semenejkara no está clara, aunque los egiptólogos han determinado que su lapso fue sumamente breve, estimándose un intervalo que va de menos de un año a un máximo de tres. Se desconoce por completo cuál era el vínculo sanguíneo o político con el faraón hereje, aunque se han planteado varias hipótesis:
- Semenejkara era hijo de Ajenatón y de una reina de menor rango que Nefertiti (probablemente, Kiya).
- Era hermano o medio hermano de Ajenatón (o sea hijo real del faraón anterior Amenhotep III).
- Pertenecía a la alta nobleza en la corte del faraón, quien desposó a la princesa Meritatón, y por su vinculación e influencia accedió primero a la corregencia en las postrimerías del período de Amarna y después alcanzó el trono en solitario.
- Era Nefertiti que emuló a su antecesora Hatshepsut convirtiéndose en faraona y asumiendo rasgos masculinos.[68] En contra de esta teoría está el hecho de que Nefertiti no era de sangre real, al contrario que Hatshepsut.

La sucesión del faraón Semenejkara recayó en un joven príncipe de sangre real: Tutankamón, quien tomando como Gran Esposa Real a Anjesenpaatón, una de las hijas de Nefertiti y depositaria de los derechos reales, ascendió al trono. Los historiadores opinan que el lento período de restauración comenzó durante este reinado. El mismo faraón modificó su nombre de nacimiento en favor del anterior dios Amón, llamándose de ahora en adelante Tut-anj-Amón. El abandono de la ciudad de Ajetatón se produjo de forma paulatina, trasladándode no solo las oficinas administrativas y políticas del reino sino también su necrópolis, el Valle Real, con las momias reales, como bien lo atestiguó el descubrimiento de KV55. La pronta e inesperada muerte del faraón niño quebró la línea sucesoria extinguiéndose con él la Dinastía XVIII.

## El misterio de la tumba KV55

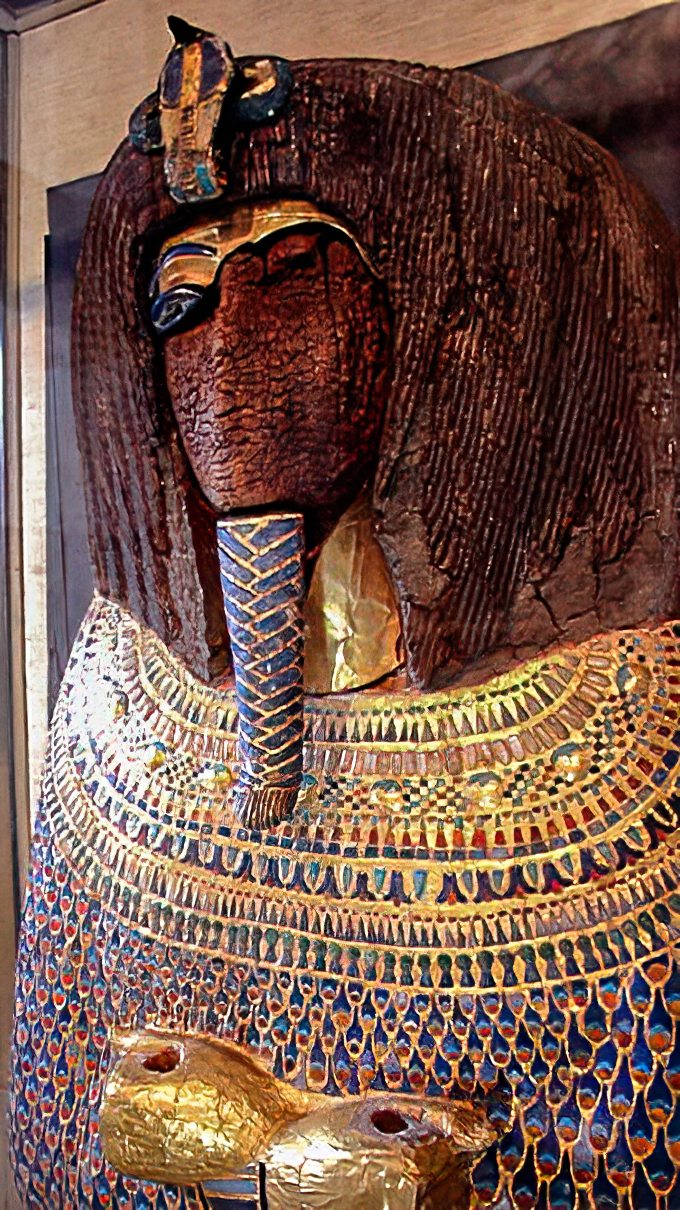
Sarcófago encontrado en KV55. La peluca de estilo nubio sugiere que fue diseñado primeramente para una mujer de la realeza. Contiene menciones a la favorita real Kiya. El añadido de la barba faraónica hace pensar en un posterior reacondicionamiento muy probablemente para una momia real, quizá la de Ajenatón.

La tumba KV55 fue descubierta el 6 de enero de 1907 en el Valle de los Reyes por Edward Ayrton, durante una expedición promovida por Theodore Davies. Se pensó que era un lugar de entierros múltiples, ya que en un primer momento se identificó como la morada de la momia de la reina madre Tiy, quien fue posteriormente localizada en la tumba KV35. Los restos encontrados, en muchos casos destrozados, hacen muy difícil su interpretación.
Las puertas tienen los cartuchos de Tutankamón, el sarcófago encontrado porta el nombre de la favorita real Kiya, el altar roto contiene los jeroglíficos de Tiy y existen ladrillos mágicos con el nombre de Ajenatón. Una de las hipótesis es que el lugar habría funcionado como un lugar de entierros múltiples en distintos momentos dentro del lapso que fue desde finales del reinado de Ajenatón hasta el de Ay.
Horemheb y sus sucesores destruyeron sistemáticamente todo lo relacionado con Ajenatón y su familia, incluyendo lo referente a Tutankamón y Ay, para aparentar continuidad con Amenhotep III, por lo que no queda constancia de su enterramiento, aunque se estima que fue sepultado en la Tumba real de Amarna.
Tras descubrir la tumba KV55 con un santuario en su interior dedicado a la reina Tiy, se realizaron diversos estudios de la momia allí enterrada, que arrojaron los siguientes resultados:
- La momia corresponde a un varón de unos 35 años;
- Es del mismo grupo sanguíneo que Tutankamón, supuesto hijo del faraón;
- Tiene el cráneo proporcionalmente más grande que el cuerpo, guardando cierto parecido con las estatuas esculpidas durante el reinado de Ajetatón.

Mientras que algunos historiadores estiman que la momia pertenece a Ajenatón, basándose tanto en que el sarcófago contiene los jeroglíficos del nombre y los atributos de realeza (uraeus) borrados, como en la existencia de los ladrillos mágicos que portan el nombre de Ajenatón, otros estudiosos adjudican la momia al sucesor Semenejkara, basándose en recientes estudios forenses que dan al personaje momificado una edad de deceso cercana a los veinte años, dato que excluye terminantemente a Ajenatón.

## Descubrimiento de la momia

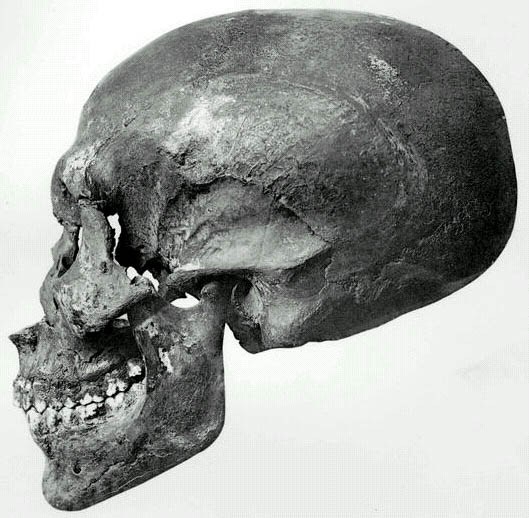
Vista de perfil del cráneo de Akenatón, recuperado de la tumba KV55.

En septiembre de 2010, en la publicación mensual de National Geographic se dio a conocer que un equipo de científicos liderados por Zahi Hawass había efectuado una serie de estudios sobre la más que estudiada momia del faraón Tutankamón, extrayendo muestras de ADN del cuerpo del "Rey Niño".
Los estudios de ADN realizados sobre la momia de Tutankamón han permitido averiguar la identidad de una serie de momias descubiertas hacía muchísimo tiempo, pero cuya identidad era desconocida. Tomando como base la momia de Tutankamón y la que se presumía era la de Amenhotep III, se pudo determinar que una de las momias de la famosa tumba KV55 era el padre del faraón-niño e hijo del faraón Amenhotep III. Tal patrón genético de la momia hace concluir que el morador de KV55 no sería otro que Ajenatón.
Además se identificó a dos momias femeninas conocidas como la Dama Mayor y la Dama Joven, como la Abuela (La Reina Tiy) y Madre respectivamente de Tutankamón, también a dos fetos hijos suyos y a su esposa Anjesenamón.

## Testimonios de su época
Además de ordenar construir la nueva capital, Ajetatón el «Horizonte de Atón», en la actual zona de Amarna, se han descubierto restos de antiguas construcciones de su época en:
- Karnak, bloques pétreos reutilizados (Sethe 1957: 1990-1995),
- Asiut, bloques pétreos (Gabra 1931),
- Menfis, varios bloques y objetos (Lohr 1970).

## Titulatura
| Titulatura | Jeroglífico | Transliteración (transcripción) - traducción - (referencias) |

| G5 |

| G5 |

| E2 · D40 | X7 | A28 | S9 |

| E2 · D40 | X7 | A28 | S9 |

| E2 · D40 | X7 | A28 | S9 |

| E2 · D40 | X7 | A28 | S9 |

| G5 |

| G5 |

| E2 · D40 | X7 | A28 | S9 |

| E2 · D40 | X7 | A28 | S9 |

| E2 · D40 | X7 | A28 | S9 |

| E2 · D40 | X7 | A28 | S9 |

| G16 |

| G16 |

| G36 · r | M23 | t · n | i | i | m | i | p · t | Q1 | t · Z2ss |

| G36 · r | M23 | t · n | i | i | m | i | p · t | Q1 | t · Z2ss |

| G16 |

| G16 |

| G36 · r | M23 | t · n | i | i | m | i | p · t | Q1 | t · Z2ss |

| G36 · r | M23 | t · n | i | i | m | i | p · t | Q1 | t · Z2ss |

| G8 |

| G8 |

| U39 | M40 | N28 · Z2ss | m | O28 | W24 · O49 | M27 |

| U39 | M40 | N28 · Z2ss | m | O28 | W24 · O49 | M27 |

| G8 |

| G8 |

| U39 | M40 | N28 · Z2ss | m | O28 | W24 · O49 | M27 |

| U39 | M40 | N28 · Z2ss | m | O28 | W24 · O49 | M27 |

| N5 | nfr | L1 | Z3 | N5 · T21 · n |

| N5 | nfr | L1 | Z3 | N5 · T21 · n |

| N5 | nfr | L1 | Z3 | N5 · T21 · n |

| N5 | nfr | L1 | Z3 | N5 · T21 · n |

| N5 | nfr | L1 | Z3 | N5 · T21 · n |

| N5 | nfr | L1 | Z3 | N5 · T21 · n |

| N5 | nfr | L1 | Z3 | N5 · T21 · n |

| N5 | nfr | L1 | Z3 | N5 · T21 · n |

| N5 | nfr | L1 | Z3 | N5 · T21 · n |

| N5 | nfr | L1 | Z3 | N5 · T21 · n |

| N5 | nfr | L1 | Z3 | N5 · T21 · n |

| N5 | nfr | L1 | Z3 | N5 · T21 · n |

| N5 | nfr | L1 | Z3 | N5 · T21 · n |

| N5 | nfr | L1 | Z3 | N5 · T21 · n |

| N5 | nfr | L1 | Z3 | N5 · T21 · n |

| N5 | nfr | L1 | Z3 | N5 · T21 · n |

| i | mn · n | R4 · X1 · Q3 | R8 | S38 | R19 |

| i | mn · n | R4 · X1 · Q3 | R8 | S38 | R19 |

| i | mn · n | R4 · X1 · Q3 | R8 | S38 | R19 |

| i | mn · n | R4 · X1 · Q3 | R8 | S38 | R19 |

| i | mn · n | R4 · X1 · Q3 | R8 | S38 | R19 |

| i | mn · n | R4 · X1 · Q3 | R8 | S38 | R19 |

| i | mn · n | R4 · X1 · Q3 | R8 | S38 | R19 |

| i | mn · n | R4 · X1 · Q3 | R8 | S38 | R19 |

| i | mn · n | R4 · X1 · Q3 | R8 | S38 | R19 |

| i | mn · n | R4 · X1 · Q3 | R8 | S38 | R19 |

| i | mn · n | R4 · X1 · Q3 | R8 | S38 | R19 |

| i | mn · n | R4 · X1 · Q3 | R8 | S38 | R19 |

| i | mn · n | R4 · X1 · Q3 | R8 | S38 | R19 |

| i | mn · n | R4 · X1 · Q3 | R8 | S38 | R19 |

| i | mn · n | R4 · X1 · Q3 | R8 | S38 | R19 |

| i | mn · n | R4 · X1 · Q3 | R8 | S38 | R19 |

Cuando cambió de titulatura:
| Titulatura | Jeroglífico | Transliteración (transcripción) - traducción - (referencias) |

| G5 |

| G5 |

| i | t · n · N5 | mr |

| i | t · n · N5 | mr |

| i | t · n · N5 | mr |

| i | t · n · N5 | mr |

| G5 |

| G5 |

| i | t · n · N5 | mr |

| i | t · n · N5 | mr |

| i | t · n · N5 | mr |

| i | t · n · N5 | mr |

| G16 |

| G16 |

| G36 · r | M23 | i | i | t · Z2ss | Aa15 · N27 | i | t · n · N5 |

| G36 · r | M23 | i | i | t · Z2ss | Aa15 · N27 | i | t · n · N5 |

| G16 |

| G16 |

| G36 · r | M23 | i | i | t · Z2ss | Aa15 · N27 | i | t · n · N5 |

| G36 · r | M23 | i | i | t · Z2ss | Aa15 · N27 | i | t · n · N5 |

| G8 |

| G8 |

| U39 | r · n | V10 | i | t · n · N5 |

| U39 | r · n | V10 | i | t · n · N5 |

| G8 |

| G8 |

| U39 | r · n | V10 | i | t · n · N5 |

| U39 | r · n | V10 | i | t · n · N5 |

| C2 | nfr | L1 | Z3 | N5 · T21 · n |

| C2 | nfr | L1 | Z3 | N5 · T21 · n |

| C2 | nfr | L1 | Z3 | N5 · T21 · n |

| C2 | nfr | L1 | Z3 | N5 · T21 · n |

| C2 | nfr | L1 | Z3 | N5 · T21 · n |

| C2 | nfr | L1 | Z3 | N5 · T21 · n |

| C2 | nfr | L1 | Z3 | N5 · T21 · n |

| C2 | nfr | L1 | Z3 | N5 · T21 · n |

| C2 | nfr | L1 | Z3 | N5 · T21 · n |

| C2 | nfr | L1 | Z3 | N5 · T21 · n |

| C2 | nfr | L1 | Z3 | N5 · T21 · n |

| C2 | nfr | L1 | Z3 | N5 · T21 · n |

| C2 | nfr | L1 | Z3 | N5 · T21 · n |

| C2 | nfr | L1 | Z3 | N5 · T21 · n |

| C2 | nfr | L1 | Z3 | N5 · T21 · n |

| C2 | nfr | L1 | Z3 | N5 · T21 · n |

| i | t · n · N5 | G25 | Aa1 · n |

| i | t · n · N5 | G25 | Aa1 · n |

| i | t · n · N5 | G25 | Aa1 · n |

| i | t · n · N5 | G25 | Aa1 · n |

| i | t · n · N5 | G25 | Aa1 · n |

| i | t · n · N5 | G25 | Aa1 · n |

| i | t · n · N5 | G25 | Aa1 · n |

| i | t · n · N5 | G25 | Aa1 · n |

| i | t · n · N5 | G25 | Aa1 · n |

| i | t · n · N5 | G25 | Aa1 · n |

| i | t · n · N5 | G25 | Aa1 · n |

| i | t · n · N5 | G25 | Aa1 · n |

| i | t · n · N5 | G25 | Aa1 · n |

| i | t · n · N5 | G25 | Aa1 · n |

| i | t · n · N5 | G25 | Aa1 · n |

| i | t · n · N5 | G25 | Aa1 · n |

## Ficción
Son múltiples las menciones en obras de ficción del faraón Ajenatón, las más importantes publicadas en lengua española:
- Naguib Mahfuz; (2006). Akenatón. El País. ISBN 84-9815-231-3.
- Mika Waltari; (2006). Sinuhé, el egipcio. El País. ISBN 84-9815-220-8.
- Wood, Bárbara; Traducción de Carme Geronés y Carlos Urritz (diciembre de 1996). Los dioses guardianes (The Watch Gods) (Rústica). Colección Libro de mano. Barcelona: Grijalbo Mondadori S.A. ISBN 84-253-2994-9.
- Pauline Gedge; (1984). El faraón. Pàmies. ISBN 978-84-16970-37-7.
- Philip José Farmer; (1971). The fabulous riverboat. ISBN 978-607-17-7138-7
- En música también fue objeto de interés, como por ejemplo en la ópera Akhnaten (1984) del compositor estadounidense Philip Glass.